# 新宿

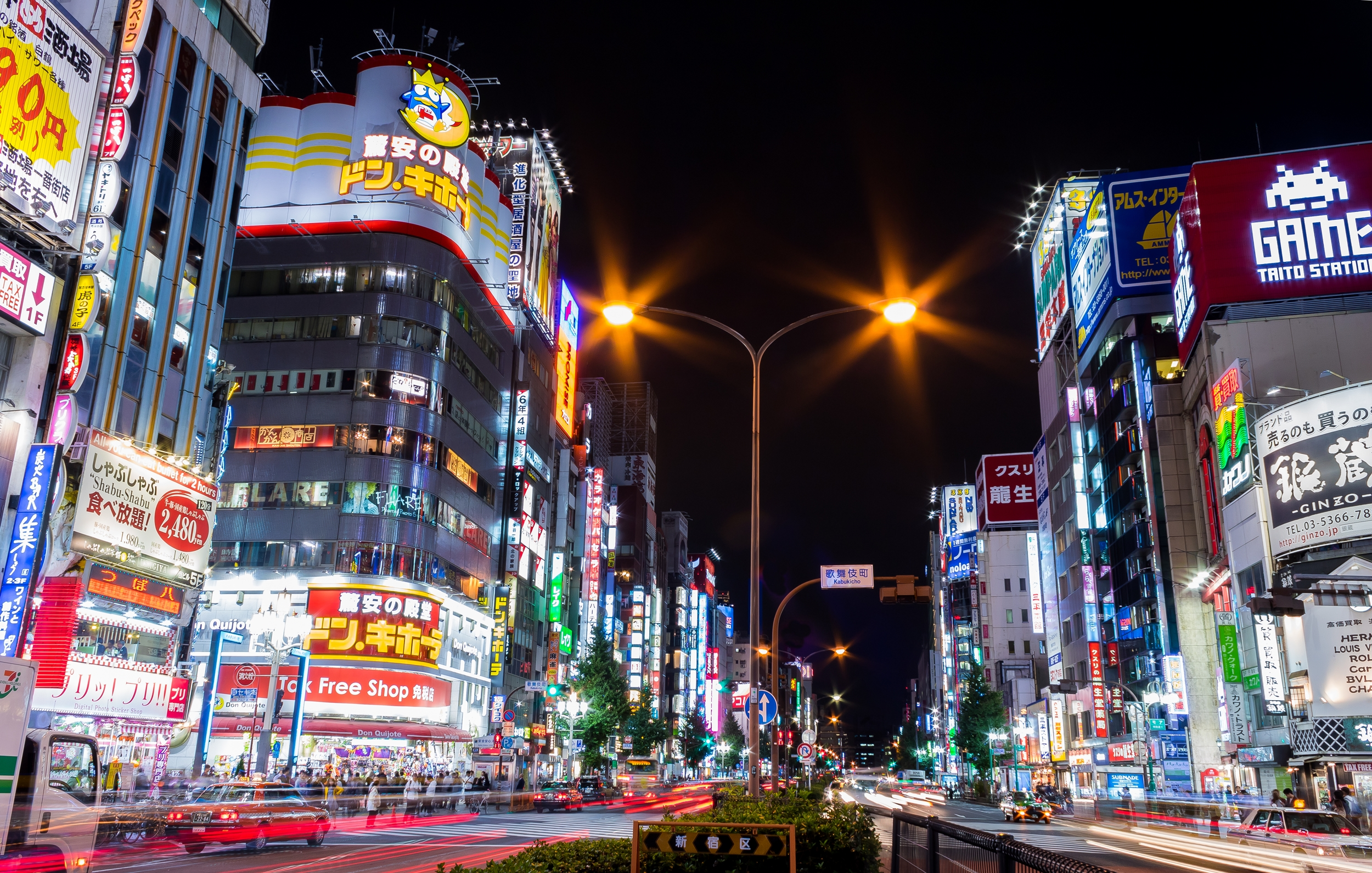
靖国通りの歌舞伎町交差点付近

新宿（しんじゅく）は、東京都新宿区の町名。また、隣接する西新宿・歌舞伎町などを含める新宿駅周辺の通称である。現行行政区画では、新宿一丁目から新宿七丁目。新宿区南西部と渋谷区北部（千駄ヶ谷・代々木の一部）にまたがる新宿駅を中心とした繁華街・歓楽街・ビジネス街であり、副都心「新宿副都心」とされ渋谷副都心・池袋副都心と並ぶ3大副都心の一つである。
江戸時代は甲州道中の宿駅である内藤新宿として栄え、近代以降は関東大震災を契機に東京でも最大規模の繁華街として成長した。映画や音楽や演劇などの文化で栄えた街としても知られている。

## 概要
新宿駅東口（新宿三丁目）を中心とした繁華街の規模は日本最大級である。百貨店不況の今日においても新宿エリアは巨大百貨店が4店舗もある百貨店激戦区であり、特に地域一番店の新宿伊勢丹は日本一の売上高を誇る百貨店である。他にも新宿エリアは日本最大の歓楽街である歌舞伎町や、超高層ビルが林立するビジネス街の西新宿を擁する。また駅から少し離れた場所に位置する新宿二丁目は日本最大のゲイタウンとして知られる。このように新宿の街の特徴として各地区ごとに様々な機能や顔を併せ持ち、開発時期もそれぞれ異なるため雑多な雰囲気を持つ。新宿駅は世界一の利用者数を誇る巨大ターミナル駅であり、昼夜を問わず人の波が途絶えることはない。さらに駅と直結しているバスタ新宿は日本最大の高速バスターミナルであり、新宿は東京の一大交通拠点として機能している。
武蔵野台地の東方に位置し、江戸時代には甲州道中の宿駅（内藤新宿）として栄えた。明治維新後の1885年に日本鉄道の山手線の駅が置かれた。当時、新宿の町の中心は江戸時代から続く甲州街道の宿場町である内藤新宿（現在の新宿一丁目・二丁目付近）があった辺りであった。鉄道黎明期においては繁華街や既成の市街地などでは鉄道に対する反対運動が激しく、内藤新宿付近に駅を設置することができなかった。そのため新宿駅は西側の町外れに置かれ、駅周辺は閑散としていた。市政施行時には新宿は東京市域にも含まれておらず、当時の渋谷や池袋と同様、新宿駅は田畑の広がる東京郊外の田舎の駅の1つにすぎなかった。1889年、中央線の前身である甲武鉄道が新宿駅 - 八王子駅間を開業すると、徐々に新宿駅を中心として町が発展していった。
繁華街として本格的な発展を遂げたのは、1923年の関東大震災以降のことである。すなわち、銀座や浅草などの下町に比べて武蔵野台地上にある新宿は表層地盤が非常に強く被害が軽微であり、震災後に下町から移り住んで人口が激増した西部郊外にとって当時の中央線が都心に乗換えなしに行ける唯一の鉄道であったことから、私鉄各線からの乗り換え需要で新宿に交通が集中するようになり、戦前期には、新宿駅東口は都内有数の一大繁華街となった。1933年には新宿三丁目交差点に伊勢丹が開業した。終戦直後には東京の他のターミナル駅同様、駅前に闇市が形成され、現在の思い出横丁や新宿ゴールデン街となった。戦後、高度成長期を中心に東京の郊外は一貫して西側へ拡大していき、郊外住宅地に住む人々が千代田区の丸の内や大手町、中央区の日本橋などの都心部へ通勤・通学するための乗換駅としての役割を果たした。大手私鉄資本のターミナルデパートや駅ビルも次々と開業し、鉄道交通の拠点として都心部の繁華街を凌駕する規模の商業地として発展していくこととなる。これは他の副都心である渋谷や池袋も同様である。
東口に比べてそれまで発展が遅れていた西口（西新宿）は、1965年に淀橋浄水場が閉鎖され、その跡地で新宿副都心（新都心）の大規模再開発が始まると、1971年の京王プラザホテル開業を皮切りに続々と超高層ビルが建設された。1991年に丸の内から東京都庁舎が移転開庁し、今日見られるような超高層ビルが林立する大規模オフィス街・新都心に発展した。このため三大副都心の中では最もオフィスビルが集積している。
かつては「若者の街」「若者文化の流行の発信地」といえば新宿を指していたが、1973年の渋谷パルコ出店を機にその座を渋谷区（つまり渋谷、原宿、表参道、裏原宿、代官山など）に奪われた。1990年代以降は、新たな鉄道駅の設置（1996年の西新宿駅や2000年の東新宿駅）により、面的な新宿の街の広がりが進み、複合型の超高層ビルや超高層マンション、オフィスビルを中心とした再開発が進んでいる。2020年代以降は「新宿グランドターミナル」構想と呼ばれる大規模再開発が進行中である。

### 再開発計画
新宿は地区ごとに開発時期やコンセプトが異なるため機能や雰囲気が異なるエリアが継ぎ接ぎのように足されることによって拡大・発展してきた。そのため駅周辺の回遊性が乏しく、特に東西の移動は新宿駅によって大きく阻まれており、駅の動線は複雑で分かりにくいものとなっている。それへの対応として東京都や新宿区、JR東日本などの鉄道事業者は2020年にJR新宿駅の東西自由通路を設置するなどして、回遊性の向上を図っている。将来的には「新宿グランドターミナル」計画を通して、さらなる回遊性の向上と新宿駅・駅ビル・駅前広場の一体的大規模再開発を目指している。「新宿グランドターミナル」計画の一環として、西口の小田急百貨店と東口のルミネエストを高さ260mの超高層複合ビル（ツインタワー）に建て替え、線路上空に東西を結ぶ歩行者デッキを設置することが計画されている。全体の計画としては完成は2040年代を予定しており、新宿駅周辺はこれから大きな変化を迎える。

#### 新宿の再開発計画
- 新宿グランドターミナル
  - 新宿駅西口再開発事業
  - 新宿駅西南口地区開発事業

## 地理
新宿は更新世に形成された武蔵野台地の東方に位置しており、新宿駅は淀橋台上にあり、標高は山の手で最も高く約44mであり、表層地盤も強い。西端には神田川が流れ、江戸時代には神田上水が開削された。また、近代以降の都市化により都心部では同心円状のヒートアイランド現象が生じているが、新宿御苑、新宿中央公園、戸山公園などの大規模な公園の園内外ではクールアイランドもみられる。

## 歴史

### 古代から中世
新宿には、鎧神社（北新宿）や稲荷鬼王神社（歌舞伎町）など平将門伝承の地があり、1083年に源義家が後三年の役に際し建立した厳嶋神社（東新宿）などもみられるが、新宿周辺の地名が記録に残る最古の例は、1340年に江戸近江権守が足利義詮から預かった牛込である（牛込文書）。

### 江戸時代 - 宿場開設による発展

#### 宿場開設以前

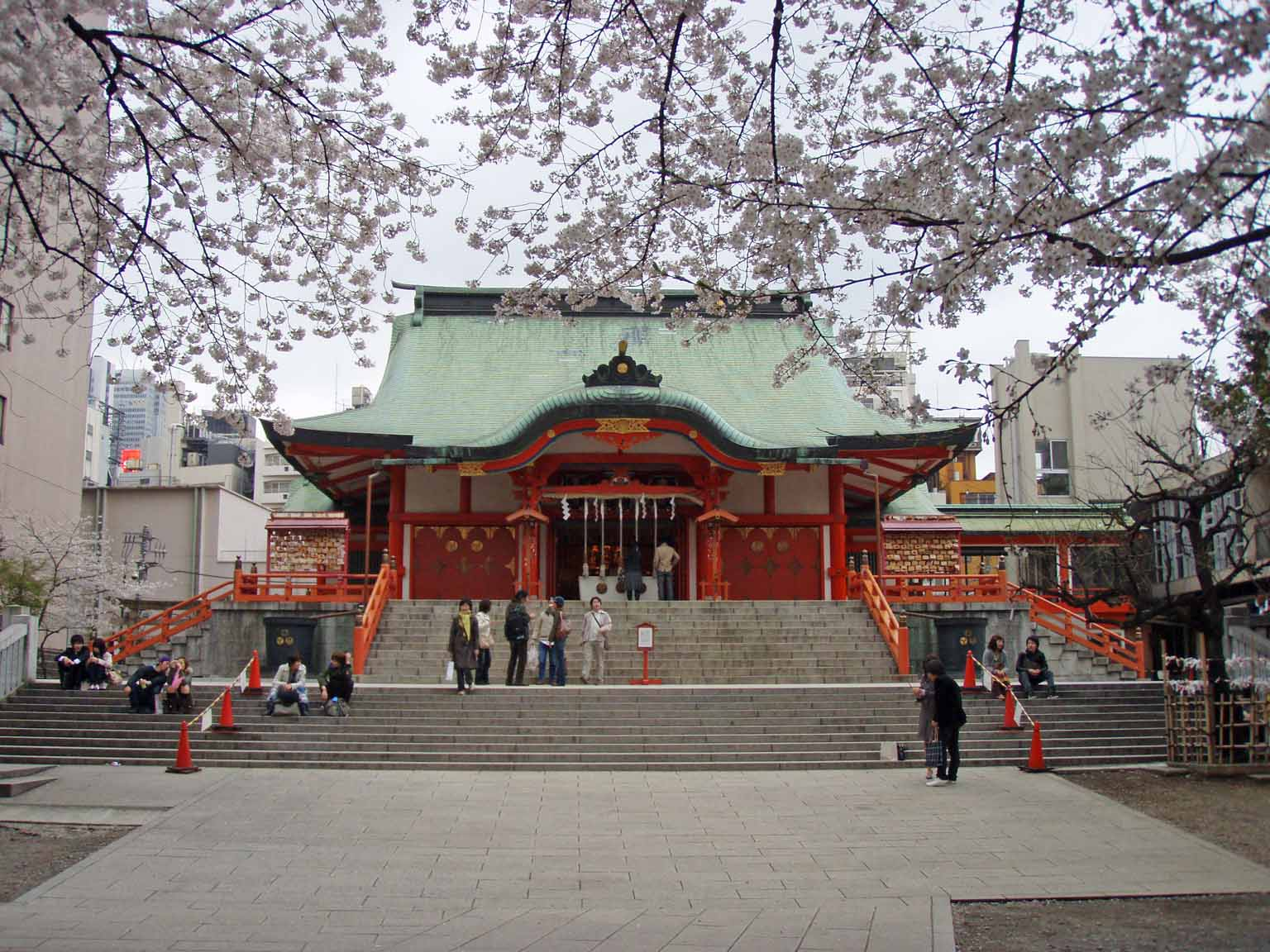
花園神社
新宿総鎮守として、古来より街の守り神としてまつられている

1698年に、信州高遠藩主内藤氏の下屋敷に甲州道中の宿駅として内藤新宿が設けられたのが「新宿」の始まりであるが、新宿と内藤氏とのつながりは、豊臣秀吉により後北条氏が滅ぼされ、徳川家康が江戸に入府する直前の1590年（天正18年）7月にさかのぼる。三河時代より徳川家康の小姓として仕えていた内藤清成は、家康の入府に先立ち後北条氏残党に対する警備のため、鉄砲隊を率いて甲州街道（国府道）と鎌倉街道が交差していた現在の新宿二丁目付近に陣を敷いた。
この功が認められ、清成は付近一帯を拝領し中屋敷（現在の新宿御苑、上屋敷は神田小川町、下屋敷は下渋谷にあったとされる）を構えた。なお、清成が率いていた鉄砲隊は、1602年（慶長7年）に伊賀組鉄砲百人組として大久保に配置され、百人町の名のもととなっている。
この拝領に際しては、家康が「馬一息で駆け巡るだけの範囲を与える」と伝えたため、清成は馬に乗り榎の大木を中心に東は四谷、西は代々木、南は千駄ヶ谷、北は大久保におよぶ範囲を駆け、その馬はついに倒れて、まもなく死んでしまったというエピソードがある。

#### 「新宿」の誕生

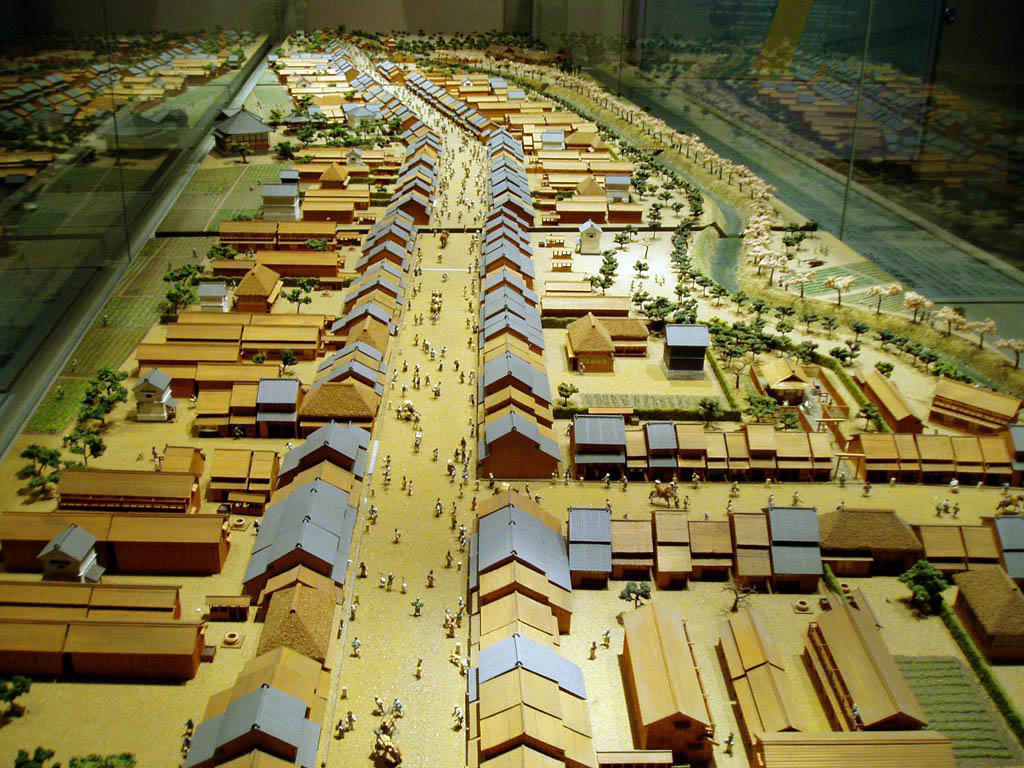
内藤新宿の復元模型
手前の道の分岐が新宿追分

江戸時代、甲州街道は江戸から甲府までの主要街道として整備されたが、第一の宿場の高井戸までは距離があり、旅人は難儀をしていた。そのうち、現在の新宿二丁目近辺に人家ができ、1625年（寛永2年）には住民の願いにより太宗寺門前の町屋ができ、これを内藤宿と呼ぶようになった。「宿」とはいっても、正規の「宿場」ではなく、甲州街道や成木街道（現：青梅街道）を利用する人馬が休憩所として利用していたので、そのように呼び習わすこととなったという。
1697年（元禄10年）、甲州街道における新たな宿場の必要性や行楽地づくりを念頭に、当時の浅草安倍川町の名主であった喜兵衛ほか同志4人が5,600両の上納とともに宿場開設を願い出て、翌年、内藤家の中屋敷の一部を利用して宿場が開設され、内藤新宿と称される。ここから新宿の名が誕生した。なお、宿場開設を申し出た喜兵衛は高松喜六と名乗り、高松家は代々新宿の名主を務めた。

#### 宿場としての発展
この新宿は、玉川上水の水番所が置かれていた四谷大木戸から西、現在の新宿駅付近までの街道沿いに広がっていた。新宿追分（新宿追分・現在の新宿三丁目交差点付近）からは青梅街道も分岐しており、やがて、品川（東海道）、板橋（中山道）、千住（日光街道、奥州街道）と併せて四宿（ししゅく）と呼ばれ、江戸の新たな行楽地としても発展した。
その結果、岡場所（非公認の売春宿）なども繁盛して、「四谷新宿馬の糞の中であやめ咲くとはしほらしい」（馬の糞は活発な馬の往来、あやめは飯盛女・遊女を意味する）と狂歌に詠われている。これらが災いし、1718年（享保3年）に風紀上の理由から一時廃駅の憂い目にあうも、1772年（明和9年）には復活している（明和の立ち返り）。歓楽街としての新宿の原型は、この時代に既にあったといえるだろう。
このころ太宗寺は、江戸六地蔵のひとつに数えられ、庶民の信仰を集めていた。また、成覚寺は遊女などの投げ込み寺であった。

### 明治期から戦前の発展

#### 明治維新と鉄道開通

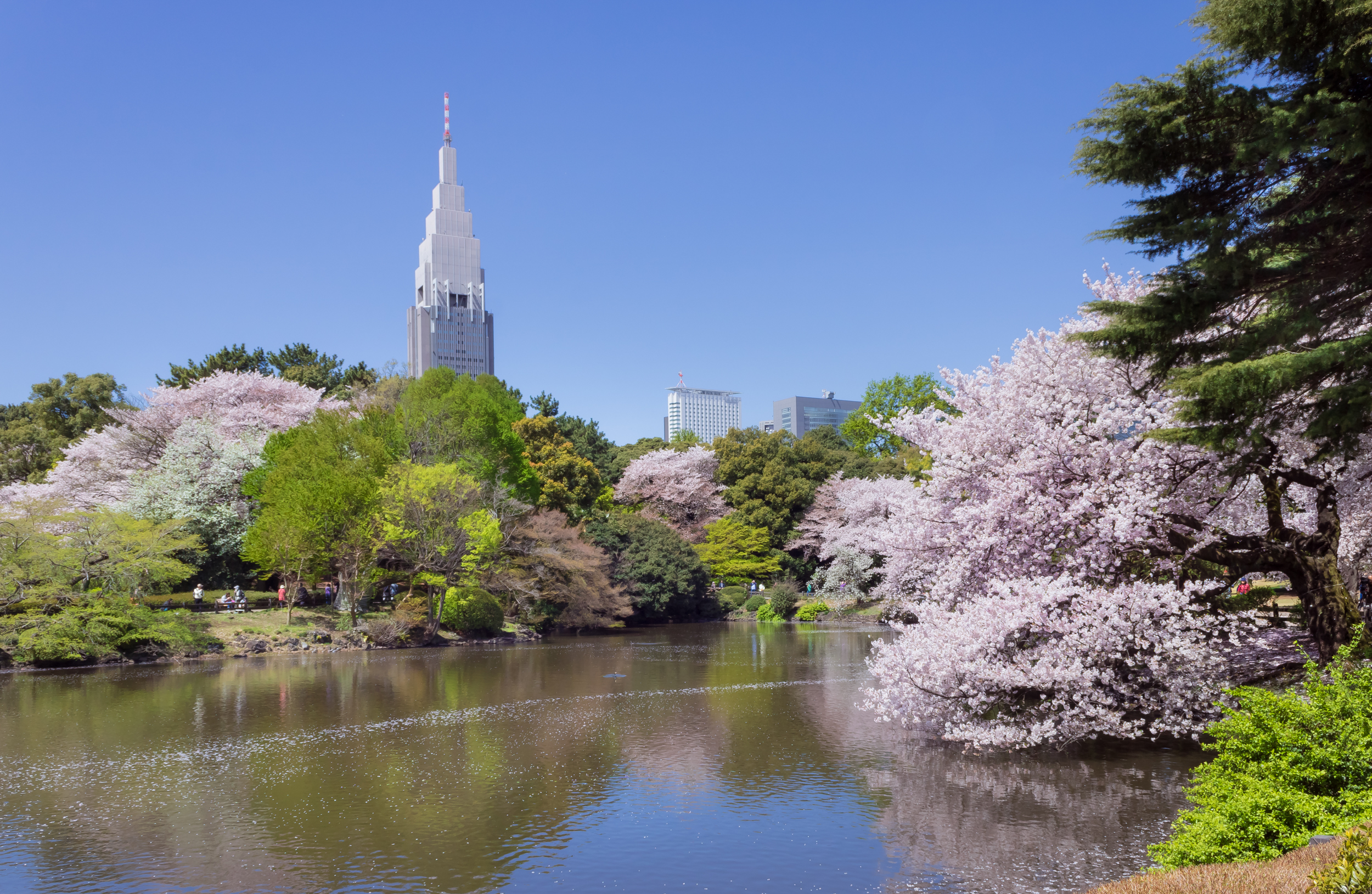
新宿御苑

明治維新後、新宿の武家地は住むものがなくなり荒廃し始めた。そこで、とくに広大な敷地を誇った内藤新宿は大蔵省によって買い上げられ、海外から持ち込まれた動植物の適否を試験する「内藤新宿試験場」となり、1879年には宮内省の所轄となり「新宿植物御苑」と改称された。これが新宿御苑のおこりである。他方で、江戸時代の岡場所は、明治以降は遊廓となり、戦後の公娼廃止後もいわゆる赤線地帯として1958年の売春防止法施行まで続いた。
また、1885年に日本鉄道品川線（後の山手線）が開通し、新宿駅が宿場の西はずれ角筈（つのはず）に作られる。開業当時は田畑の広がる東京郊外の田舎の駅で、1日の利用者数は50人ほどであった。続いて、甲武鉄道（現：JR中央線）、東京市街鉄道が新宿駅に乗り入れ、1915年（大正4年）には京王電気軌道（現：京王線）が乗り入れ、ターミナル駅としての姿を見せ始める。

#### 関東大震災後の台頭

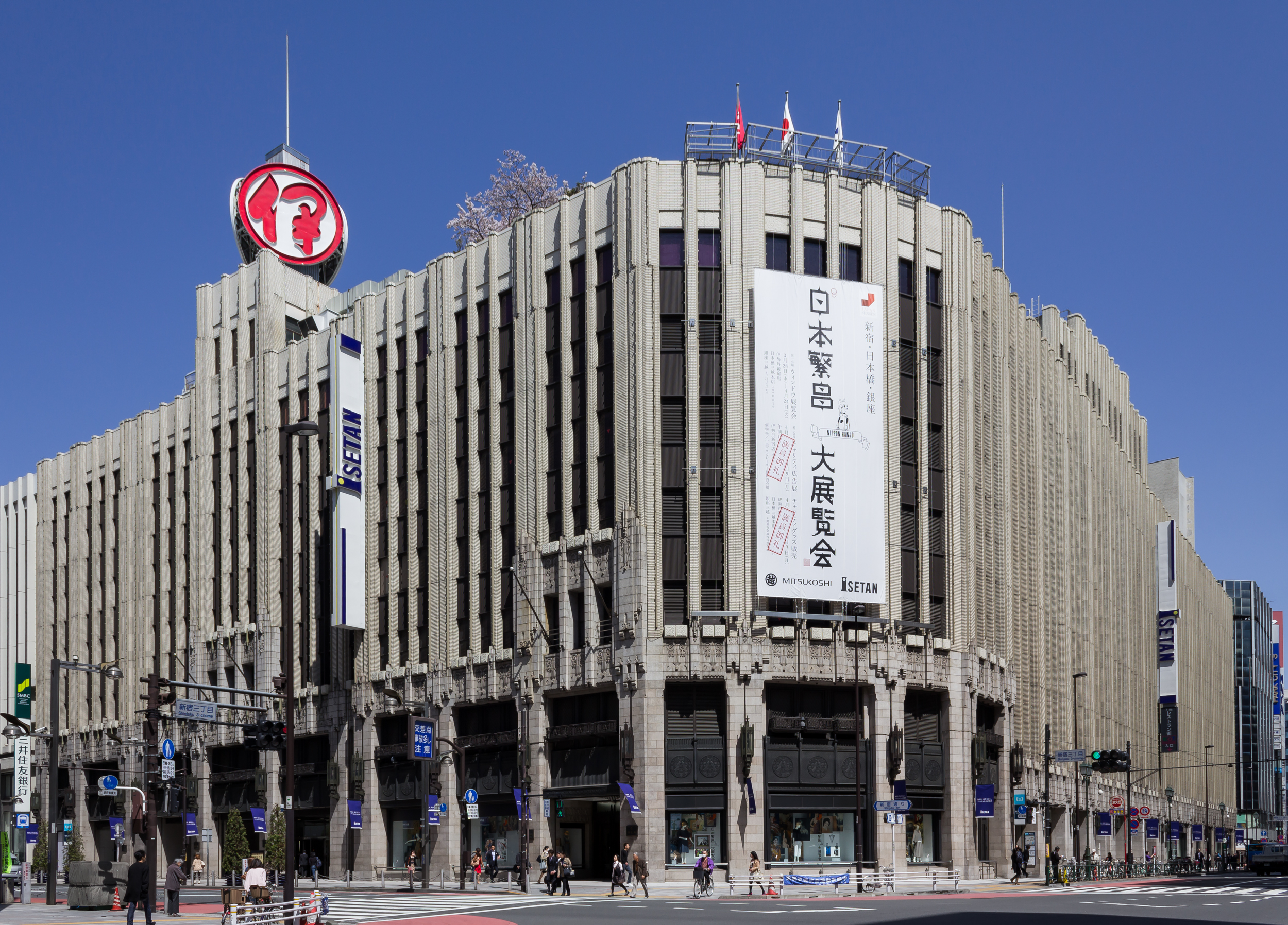
伊勢丹新宿本店（1933年開業）

そして、その流れを決定的にしたのが、1923年に起きた関東大震災である。表層地盤の弱い都心部の銀座や浅草などの下町エリアは繁華街が全滅し人口が激減したのに対して、武蔵野台地（山の手台地）の東端に位置する新宿は地盤が強くほとんど被害を受けなかったために、渋谷、池袋といった他のターミナル駅とともに、郊外の人口の急増にともない駅周辺が新たな繁華街として発展することになったのである。

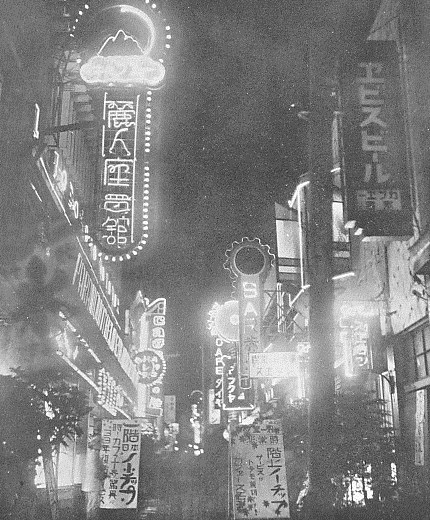
夜の新宿（1933年10月）

なかでも、当時の中央線は西郊から都心に乗換えなしに行ける唯一の鉄道であったことから、新宿に交通が集中するようになり、昭和の初めには小田急小田原線、西武新宿線も乗り入れ、新宿は都内有数の繁華街となった。伊勢丹新宿本店や中村屋のカリー、高野商店の果物（フルーツパーラー）といった名物をはじめ、武蔵野館、新歌舞伎座、帝都座、ムーランルージュ新宿座などの映画館、劇場、カフェーなどが集中し人々で賑わうようになる。当時の賑わいは次のように描写されている。

### 戦後初期の発展 - 商業と文化の拠点として

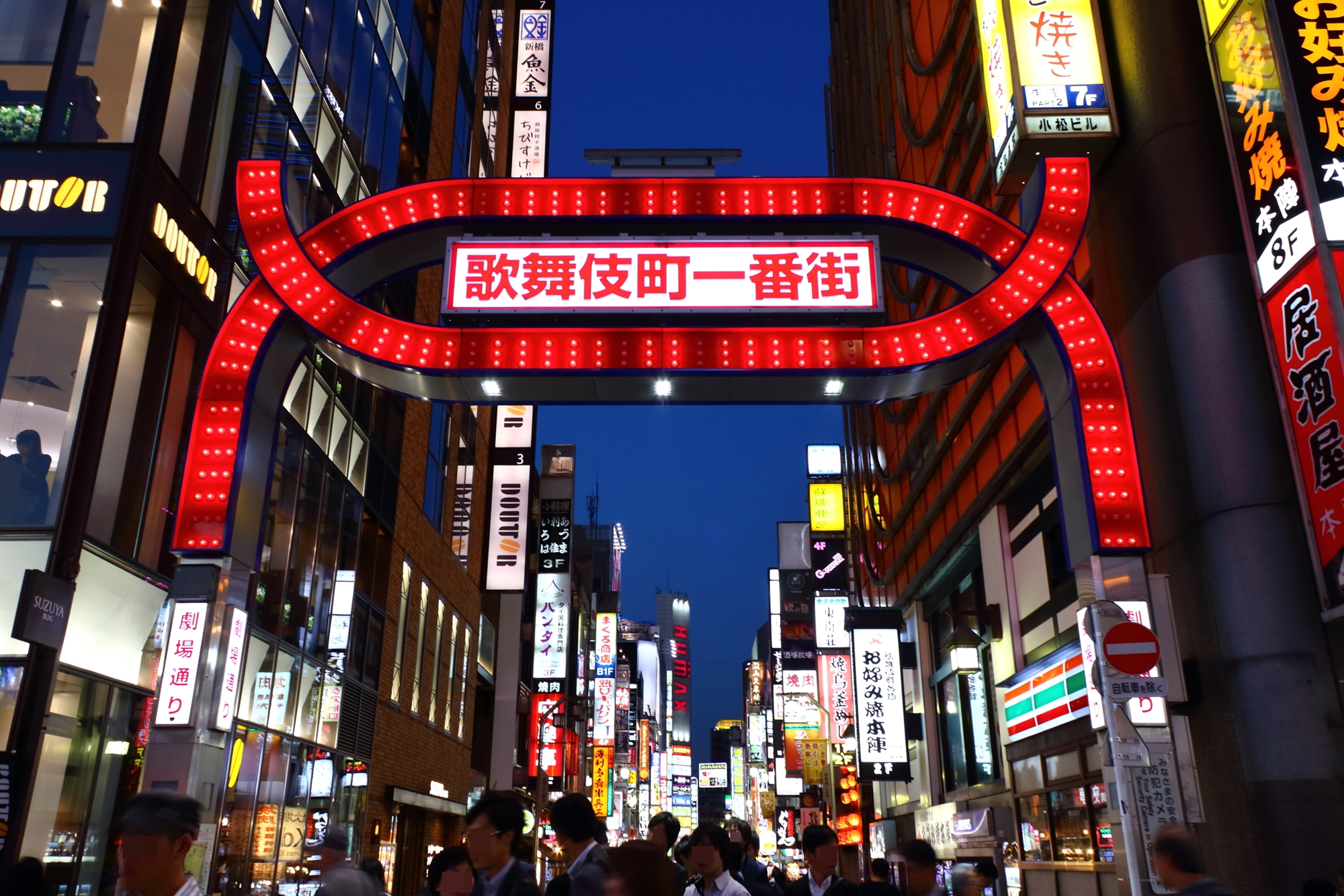
歌舞伎町
「不夜城・新宿」の象徴

新宿もまた東京大空襲により大きな被害を受けたが、下町と比べれば人的被害も少なく、新宿駅周辺には戦後間もない頃に関東尾津組による新宿マーケットを始めとする闇市が建ち並び、良きにつけ悪しきにつけ、戦後新宿の商業の先駆けとなった。東口の中村屋横にできたハーモニカ横丁ではカストリ焼酎が売られ、カストリ文化の名も生まれた。
ただし、政府による闇撲滅運動が始まると、1950年頃までには新宿から闇市は姿を消し、小売店も次々と再開または新規開店し、東口を中心に新宿駅を中心とした商店街は戦前にも増して活気で満ちあふれた。そして、1952年には新宿駅が日本一乗換駅が多い駅となった。さらに、1960年代にかけて、丸井、小田急、京王などの百貨店が続々と進出し、現在見られるような新宿の商業地の風景が作られた。

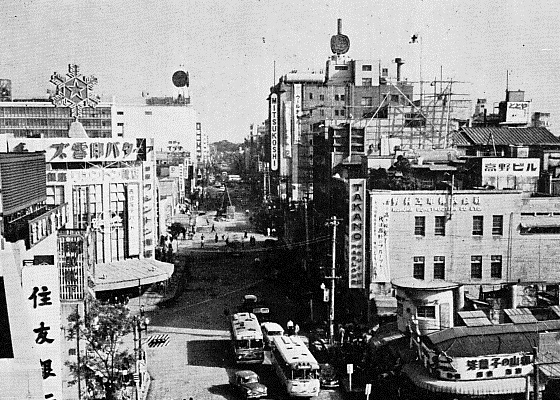
1960年頃

1960年代に入ると人びとにもゆとりが生まれ、新宿は商業の急激な発展とともに、娯楽・演劇の拠点としても戦前以上の賑わいをみせる。その中心となったのが、戦災で焼失した新宿駅北方の地の一角、すなわち、歌舞伎町である。歌舞伎町を中心に数々の映画館が建ち並び、1956年には新宿コマ劇場がオープンし大衆の人気を集め、1964年には紀伊國屋ホールが開場し若手演劇人の登竜門となった。そしてこの頃から、アングラ演劇も盛んになり、新宿は独自のサブカルチャーの発信地としての地位を確立し、ジャズ喫茶、歌声喫茶などの喫茶店には多くの若者が交流の場を求めた。この当時の新宿を体験した若者たちからは多数の文化人が輩出され、各界を牽引する原動力となって行った。
学生運動が盛んになった1969年は、新宿周辺で盛んにデモ活動が行われた。5月14日には新宿駅西口地下広場で続けられていたベトナム戦争反対を訴えるフォークソング集会が警察によって強制解散となり、5月28日には若者達と機動隊が衝突する「新宿西口反戦フォークゲリラ事件」が発生した。
10月21日の国際反戦デーでは、新宿付近のデモ参加者が暴徒化。新宿騒乱と呼ばれる事態に発展した。新宿駅が破壊されたほか、東口周辺では乗用車が放火される騒ぎも起きた。
さらに11月16日には佐藤首相の訪米に反対するデモが膨張し、新宿東口に一帯に群衆約8000人が集結。新宿三丁目交差点付近では火炎瓶を投げる暴徒にガス銃で機動隊が応戦する騒ぎとなった。この一連の事件により西口地下広場は「通路」とみなされて一切の集会が禁止されるようになるなど、若者が集まりにくい環境が生まれ、1973年の渋谷PARCO開業などを機に若者文化の中心は渋谷区（つまり渋谷、原宿、表参道、代官山、裏原宿）へと移っていった。一方、新宿に乗り入れる各鉄道路線での沿線人口激増を背景として新宿駅の巨大化と各百貨店の盛況は続き、下記のような西口での大規模開発も進行したことで、新宿は多様な年代層が集まる巨大商業・ビジネス拠点としての機能が強化されていった。

### 新宿副都心開発と都庁の移転（1965年～）
1970年代に入ると、新宿では1965年の淀橋浄水場の閉鎖を契機に、それまで東口と比べて開発が遅れていた西口（西新宿）で新宿副都心の開発が始まる。そして、1971年の京王プラザホテル本館を皮切りに、新宿住友ビル、KDDビル、新宿三井ビルなど、超高層ビルが林立するようになる。また新宿駅西口地下広場、東口の地下街新宿サブナードの発展が始まったのもこの頃である。かくして、1980年代には次のような状況が生まれるに至った。
そして、1970年代から進められていた東京都庁移転計画が1985年に確定し、1991年には新庁舎が完成すると、西新宿で再開発とともに超高層ビルの建設ラッシュが続き、今日の大オフィス街が形成されることになった。

### 再開発の時代（1990年～）

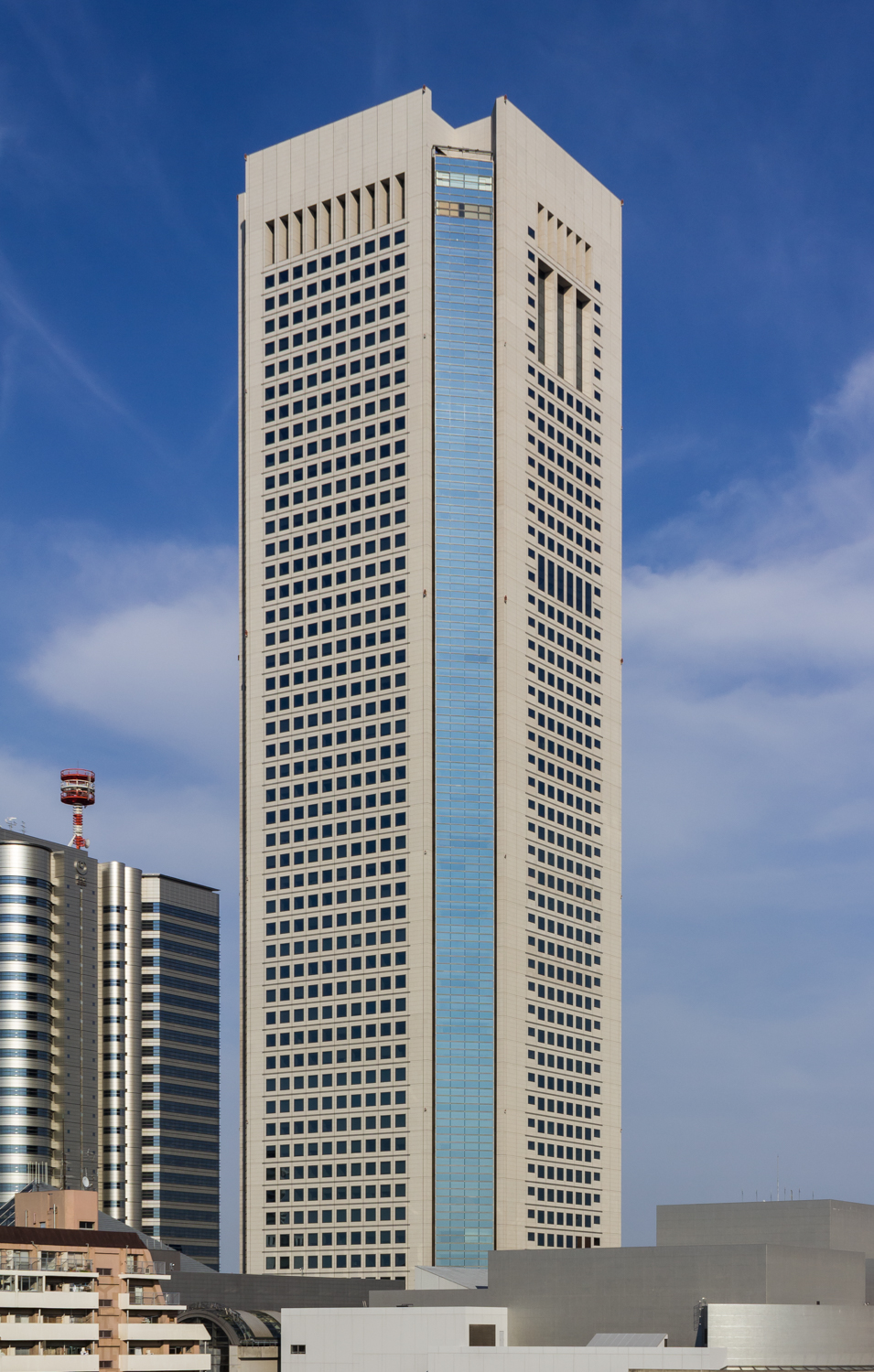
東京オペラシティ（西新宿）

1980年代以降、再開発の進行にともない、西新宿や北新宿に新たな地下鉄駅の開発が望まれ、1996年に東京メトロ丸ノ内線の西新宿駅が誕生。また、同年には、JR新宿駅南口の新宿貨物駅跡地に髙島屋新宿店を核とする複合商業施設タカシマヤタイムズスクエアがオープンし、京王新線初台駅近くには東京オペラシティが開設されるなど、新たな人の流れが作り出された。
さらに2000年には都営地下鉄大江戸線が開通し、新宿エリア内では都庁前駅、新宿西口駅、東新宿駅が設置され、都庁前駅を起点に都内をほぼ環状に走る地下鉄網が完成した。そして、2008年には東京メトロ副都心線が開通し、新宿エリア内では新宿三丁目駅、東新宿駅と接続され、新たな再開発も進み、大江戸線と副都心線の接続駅となった東新宿駅では、2012年に三菱地所が山手線内最大規模の約1800坪の基準階面積を持つ新宿イーストサイドスクエアが竣工している。
他方で2001年に起きた歌舞伎町ビル火災を契機として、歌舞伎町内でも新たなまちづくりが始まっている。新宿警察署や地元町内会の協働による見回り活動や防犯カメラ設置などの防犯活動が成果を上げている。2005年には、歌舞伎町を誰もが安全に楽しめるまちにすることを掲げた歌舞伎町ルネッサンス協議会が設立され、地域活性化にも取り組み、全国の繁華街再生のモデルと位置づけられている。
一方、犯罪発生件数は依然として都内屈指の件数を誇り、警視庁が取りまとめた『令和5年区市町村の町丁別、罪種別及び手口別認知件数』では、新宿三丁目が東京23区の中で1番目に多い町とされ、歌舞伎町一丁目が2番目となっている。
こうして、現在の新宿は、多種多様な人と文化が集まり、新たな経済と文化を創り出す日本有数の巨大繁華街として全国的、世界的にも認知され、日本政府観光局の訪日外客実態調査では、2004年度調査以来、都市・観光地別訪問率のトップを占め（2010年は34.8%）、2009年に東京都が実施した観光客数等実態調査では、最も満足したまちの第1位（16.8％）となるなど（第2位は銀座の7.6％）、東京における観光スポットの顔となっている。

## 現在の社会地理

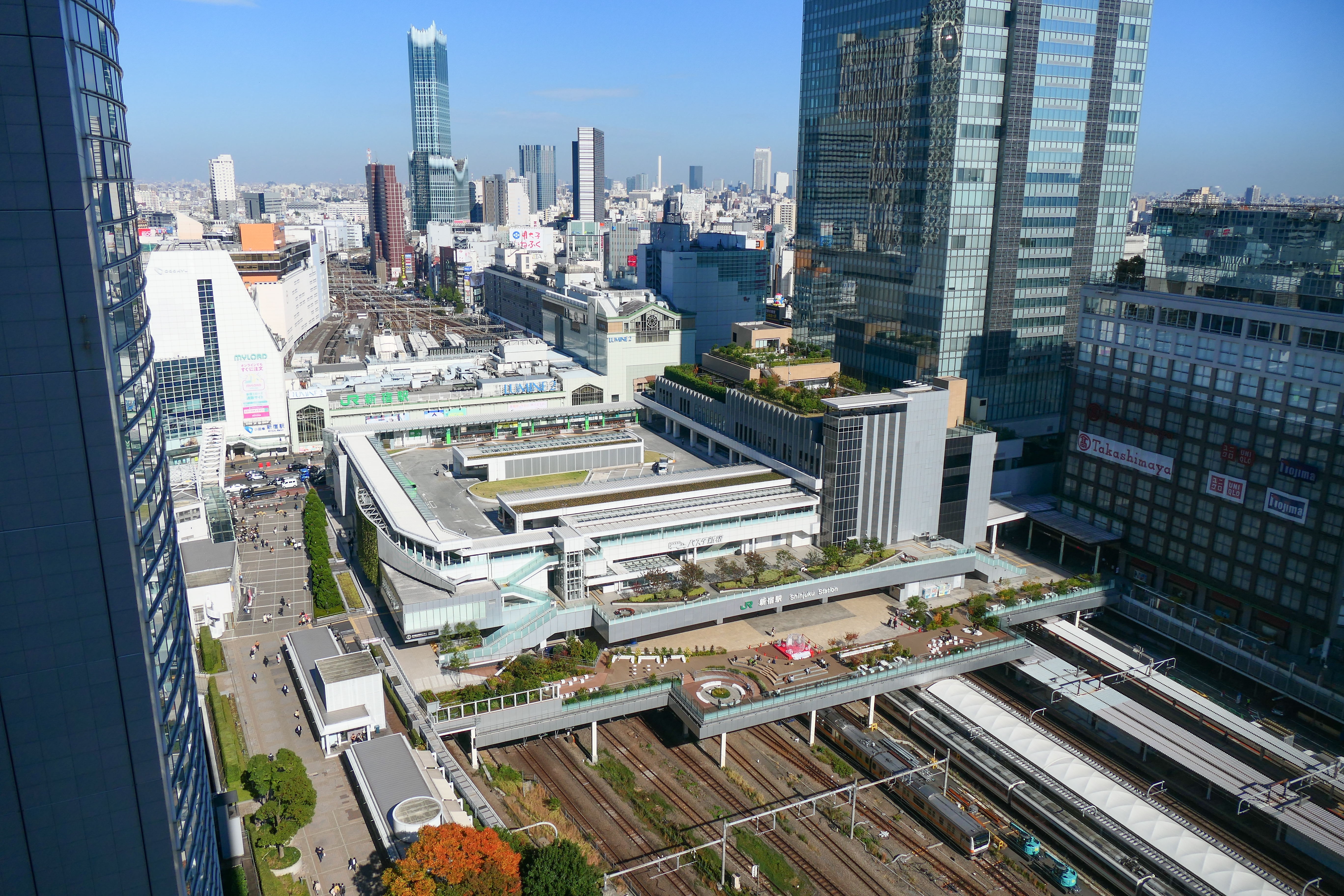
新宿駅全景（2022年11月）

### 駅周辺
駅周辺は日本有数の繁華街であり、昼夜にわたり人波が途絶えることはなく、巨大な商圏を形成している。
- 新宿駅の一日の利用者数は東京一極集中の影響もあり約335万人（2013年度、地下街で連結した西武新宿駅含むと約353万人）[注釈 1]に達し世界一であり、ギネス・ワールド・レコーズに認定されている。
- 徒歩圏の周辺駅も併せた『新宿エリア』の駅乗降者数は約418万人（2013年）[注釈 2]に上る。渋谷駅を介して東急東横線と副都心線との直通運転が開始されたことや、再開発・都心回帰などの理由により、特に新宿三丁目駅・東新宿駅・西新宿駅などはここ数年で大きく利用客数が増えている。このため、新宿駅自体の利用者数は副都心線開業前の2007年度と比べおよそ18万人減少したが、周辺駅との合算値では逆に15万人ほど増えている。
- 繁華街の集客人員は164万人（2002年）に達しており、統計では日本一となっている[37]。
- デパート販売額や商品販売額では日本で初めて1兆円を超えた（伊勢丹新宿店は日本一の売上げを誇る）。新宿エリアには売上順に伊勢丹新宿店、小田急百貨店新宿店、京王百貨店新宿店、髙島屋新宿店（タカシマヤタイムズスクエア）と百貨店が集積している。

なお、繁華街として一般に「新宿」と称される範囲は、地名としては概ね新宿区新宿・西新宿・歌舞伎町などである。

### 新宿駅東側

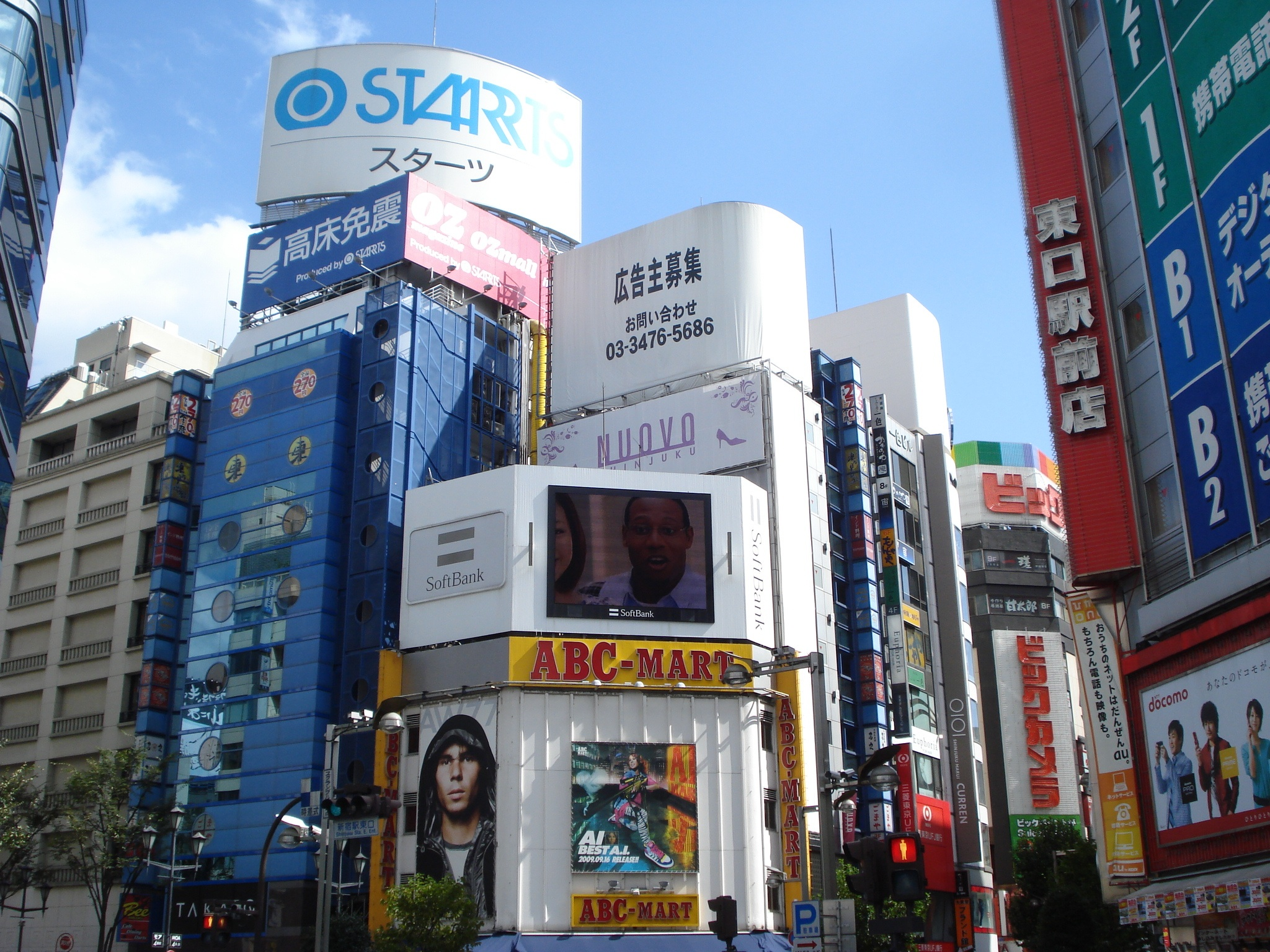
新宿駅東口前

新宿エリアで最大の繁華街である。新宿駅の東口は新宿三丁目交差点を中心に老舗デパートである伊勢丹新宿店や専門店・飲食店などが密集し、昼夜を問わず人の波が途絶えることはなく、日本一の繁華街となっている。駅東口近くにある中央東口の交番は、新宿でも屈指の待ち合わせ場所となっており、夕方の終業時間になると著しく混雑する。
- 伊勢丹（本館・メンズ館）、丸井（3館）、ルミネエスト新宿（旧マイシティ）、新宿PePeなどのデパートや大規模専門店が集まる。新宿三越は2012年3月に閉店し、82年の歴史に幕を閉じた。元の店舗はビックカメラになり（その後、ユニクロとビックカメラの複合施設であるビックロにリニューアル）、三越南館も大塚家具になっている。高級セレクトショップのバーニーズ・ニューヨークの一号店も位置していたが、2021年に閉店した。
- 新宿伊勢丹の年間売上高は2,741億円（2018年）を誇り、百貨店並びに単独の小売店として日本一位である[38]。
- 紀伊国屋書店、中村屋、新宿高野などの老舗が今も残る。
- 銀座や表参道ほどの集積はしていないが、ルイヴィトンやバーバリー、グッチ、コーチ、ティファニーなどのラグジュアリーブランドの路面店が出店している。
- 伊勢丹が面する明治通りを渡った、新宿通りと靖国通りに挟まれた3丁目東端エリアには新宿末廣亭という戦前から著名な寄席があり、この寄席がある通りを「末広通り」と呼び、2丁目側のもう一つの通り「要通り」と合わせて、飲み屋街を形成している。またこの界隈を正式地名ではないが、要町と呼ぶことがある[39]。この飲み屋街を抜け、御苑大通りを渡ると新宿2丁目である。
- 新宿2丁目は日本最大のゲイタウンとして全国的に有名であり、単に2丁目といえば「新宿2丁目」を指すこともあるほどである。
- 丸ノ内線、都営新宿線、副都心線の各新宿三丁目駅があり、伊勢丹やビックロ、マルイといった地上のビルと地下道などで繋がっている。
- 既存の新宿武蔵野館、新宿松竹会館から建て替えられた新宿ピカデリー、旧新宿東映会館跡地にできた新宿バルト9などシネコン・映画館もある（映画館に関しては歌舞伎町にある新宿コマ劇場跡のTOHOシネマズ新宿がエリア最大）。
- 新宿の繁華街の東南端には、新宿御苑があり、四季折々の移ろいを草木を通し楽しむことが出来る都心のオアシスとして親しまれている。

### 新宿駅西側

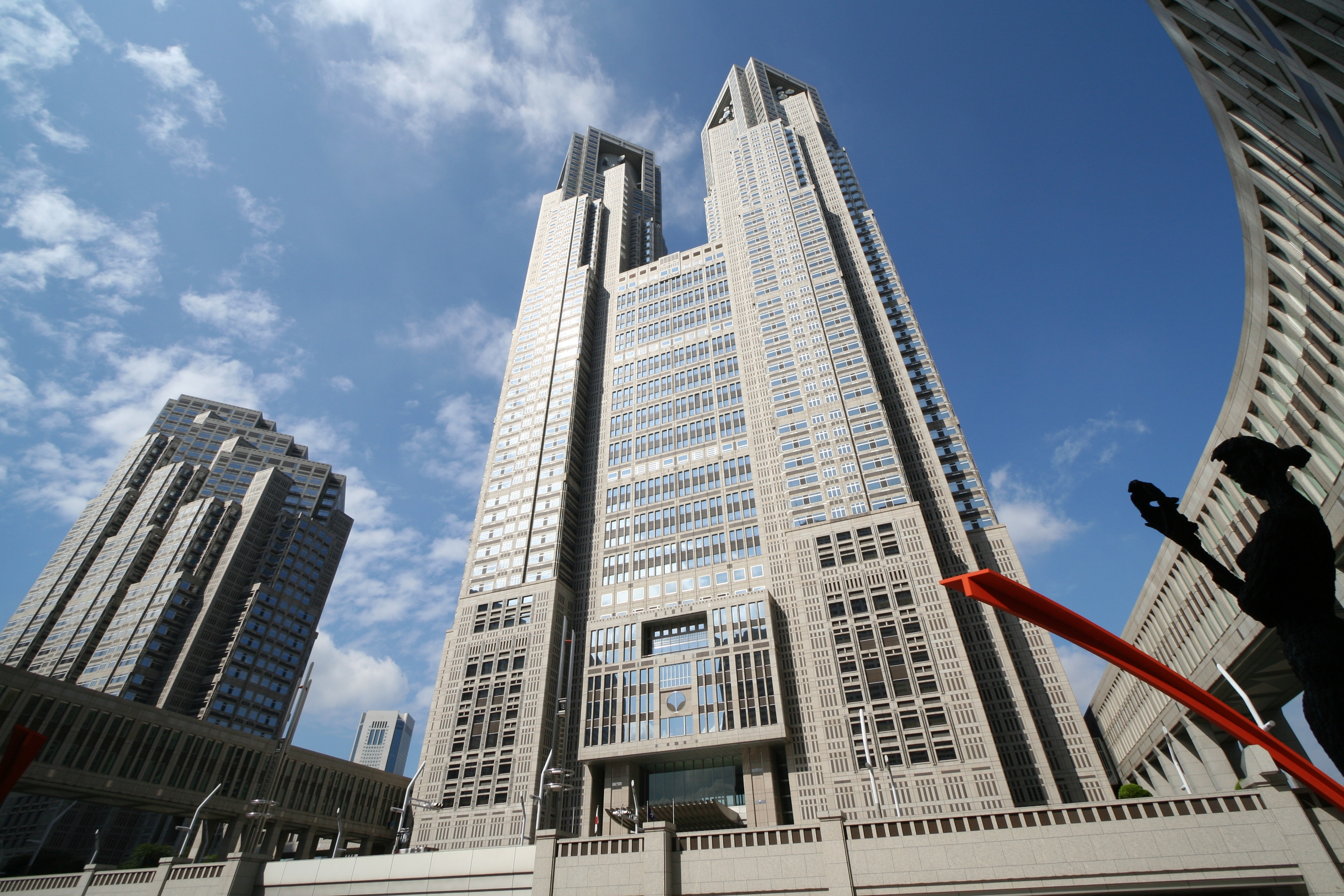
東京都庁

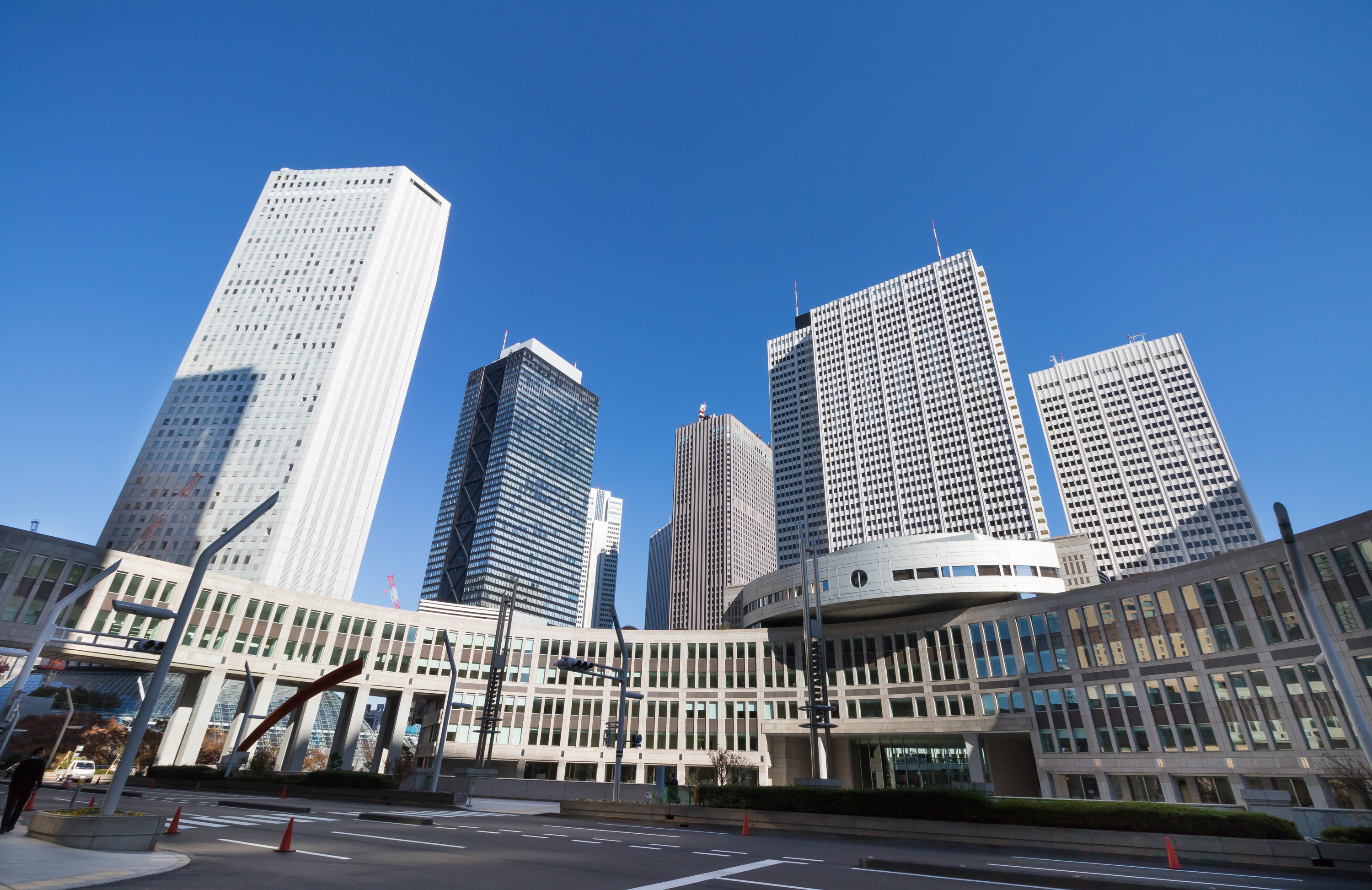
都議会議事堂と高層ビル群

新宿駅に連なる西口は京王百貨店、小田急百貨店の両ターミナルデパートやハルク、ルミネ新宿（ルミネ1）などの専門店・ファッションビル、駅前はヨドバシカメラ新宿西口本店といった大型量販店などが立地し、東口ほどの規模ではないが新宿駅西口から超高層ビル群までの区域に飲食店を中心とした繁華街が存在する。歩を進めると超高層オフィスビルや超高層ホテルなどが集積する超高層ビル群（新宿副都心）になっている。西新宿のオフィス街は東京でも有数の規模を誇る。 また、西口の駅前バス乗り場の付近ではよく政党・政治団体などによる街頭演説が行われている。
新宿駅の西側は、1950年代までは十二社池（じゅうにそういけ）といった大きな池もあり、戦前までは東京近郊の行楽地であった。そうしたこともあり、1960年代までは駅東口に比べ長閑（のどか）で寂しい地域であった。しかし、このころ千代田区周辺の東京都心部に機能が集中していることが課題となり、新宿西口（西新宿）が副都心として位置づけられた。1965年には西口にあった淀橋浄水場が東村山市に移転し、その跡地に1971年の京王プラザホテルを皮切りに超高層ビルが挙って建設され、後に新宿副都心と呼ばれるようになった。また東京都庁が1991年に千代田区丸の内からこの地に移転して以降、新都心と呼称される場合もある（但し、青梅街道にある新都心歩道橋は都庁移転前から存在する）。高層ビル近辺では1968年に開園した新宿中央公園が都会のオアシスとして著名である。

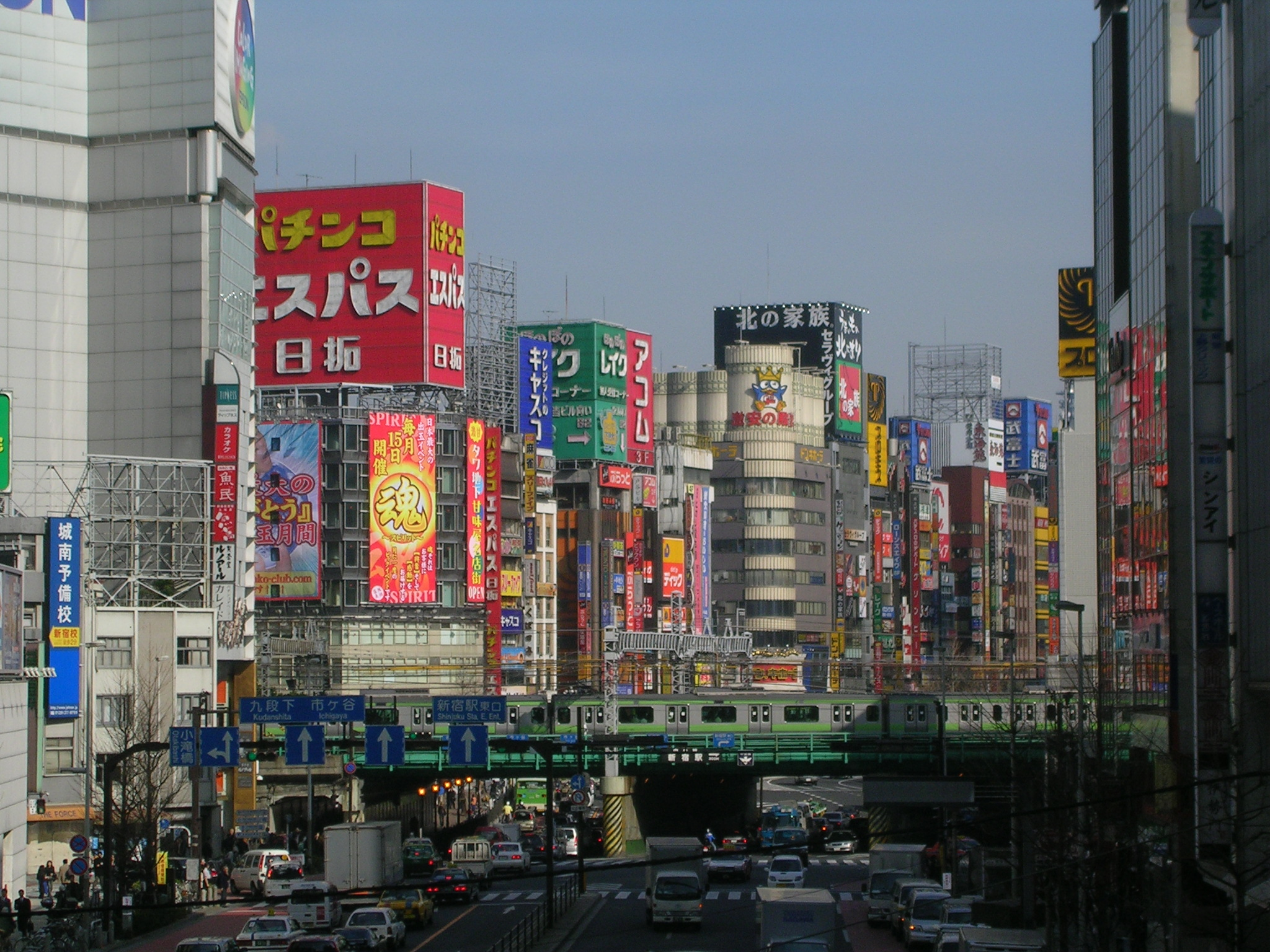
大ガード

西口のやや北寄りには、太平洋戦争後すぐに形成された闇市を起源とする飲み屋街、思い出横丁がある。ここには「赤ちょうちん」と呼ばれる小規模な居酒屋が密集し、変化の著しい新宿の町並みのなかでも戦災復興や昭和の時代の匂いを残している。そのすぐ北にはJR線の高架橋、通称・大（おお）ガードがある。下を走る青梅街道、靖国通りと小滝橋通りの交差する大ガード交差点周辺は交通の要衝のため夜間は著しく混雑する。
もともと高速バス乗り場が西口一帯に点在していたが、2016年に新宿駅新南口に高速バスターミナルの「バスタ新宿」が完成し、西口の高速バス乗り場のほとんどは廃止された。

### 新宿駅北側
新宿駅東口の靖国通りの北側に位置する歌舞伎町は飲食店やホストクラブ、キャバクラ、ホテル等が軒を連ねて日本最大の歓楽街である。飲み屋街である新宿ゴールデン街も歌舞伎町の中に位置している。西武新宿駅が至近である。一方、線路の西側である小滝橋通り周辺には、輸入、中古レコード店やライブハウスなどが目立ち、都営大江戸線新宿西口駅が存在する。
この2駅の間にはJR線の高架が存在しアンダーバスが形成されていないため、小滝橋通り沿い方面は新宿駅の他の地域に比べれば人の往来は少なめである。
また、歌舞伎町の北方には、韓国人や中国人を主とする外国人が多く居住しているが、一方で怒羅権などチャイニーズマフィアの活動拠点の一つにもなっているとされる。

### 新宿駅南側

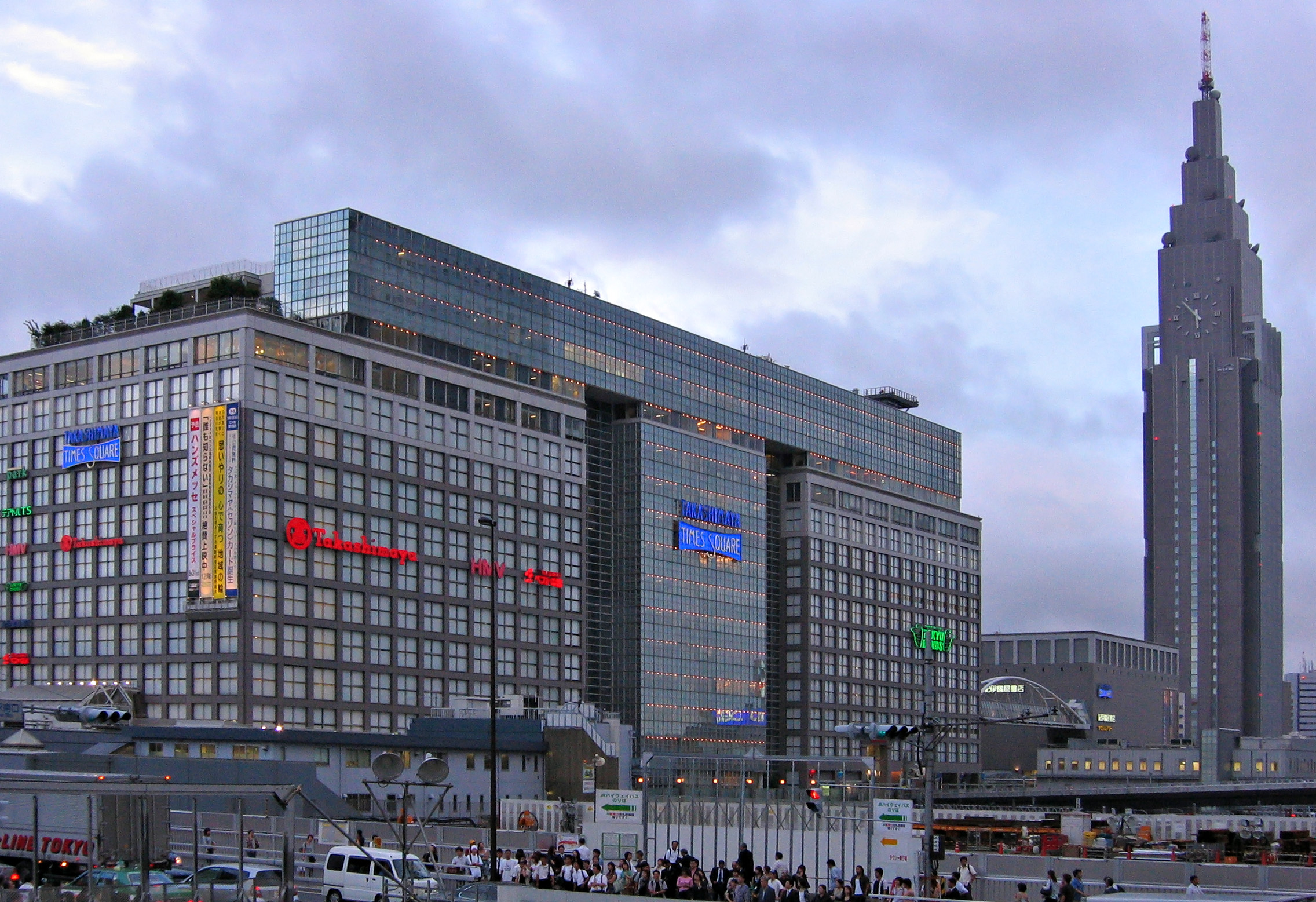
タカシマヤタイムズスクエア

新宿駅の南側に面す新宿四丁目は、かって四谷旭町と言う住所で作家の林芙美子が下宿していた場所として知られる。甲州街道（国道20号）の南側は新宿四丁目を除いて渋谷区に位置しており、東側は千駄ヶ谷、西側は代々木となっている。ただし、新宿駅前の立地であることから、住所上は渋谷区所在ながら高島屋新宿店やハンズ新宿店、バスタ新宿など「新宿」を冠する店舗や施設も多い。
入り組んだ路地に民家や旅館、個人商店などが都市開発の煽（あお）りを受けビルに阻まれる様に取り残されている雑多な地域であったが、1998年前後の新宿貨物駅跡地の再開発により、周辺には超高層ビルやタカシマヤタイムズスクエア（髙島屋新宿店）などが次々と建設され、2016年にはJR新宿ミライナタワーがJR甲州街道口で開業した。また、同時ににそれまで西口一帯の19ヶ所に点在していた高速バス乗り場を1ヶ所に集約したバスタ新宿が開業した。高島屋新宿店から駅構内に直結するペデストリアンデッキも整備され、新たな人の流れを生み出している。小田急線の線路の上には新宿サザンテラスと呼ばれるデッキが整備され、JR東日本本社ビルや小田急サザンタワーなどが立ち並び、代々木方面への徒歩でのアクセスが可能である。また戦後、満州からの引き揚げ者が餃子屋を多く営んでいた。
アルタと同様目印となる巨大ビジョン（FLAGSビジョン）がある駅南口、東南口は階段と周囲が一新されFLAGSのオープン以降は待ち合わせの人などで大変混雑するようになった。甲州街道では南口や甲州街道口前で夕方から夜にかけては多くのアマチュア音楽家による路上ライブが行われ、家路を急ぐ人々などの注意を惹いている。吉本興業の芸人らが出演する劇場「ルミネtheよしもと（ルミネ2）」もある。なお、タカシマヤを含む甲州街道の南側は、新宿四丁目の一部を除き渋谷区千駄ヶ谷と代々木に属する。
なお、京王デパートと小田急デパートの間には「モザイク通り」という遊歩道があり、様々な店舗が軒を連ねている。西口から南口側へ抜けるにはここを通れば最短で便利である。

### 東新宿駅周辺

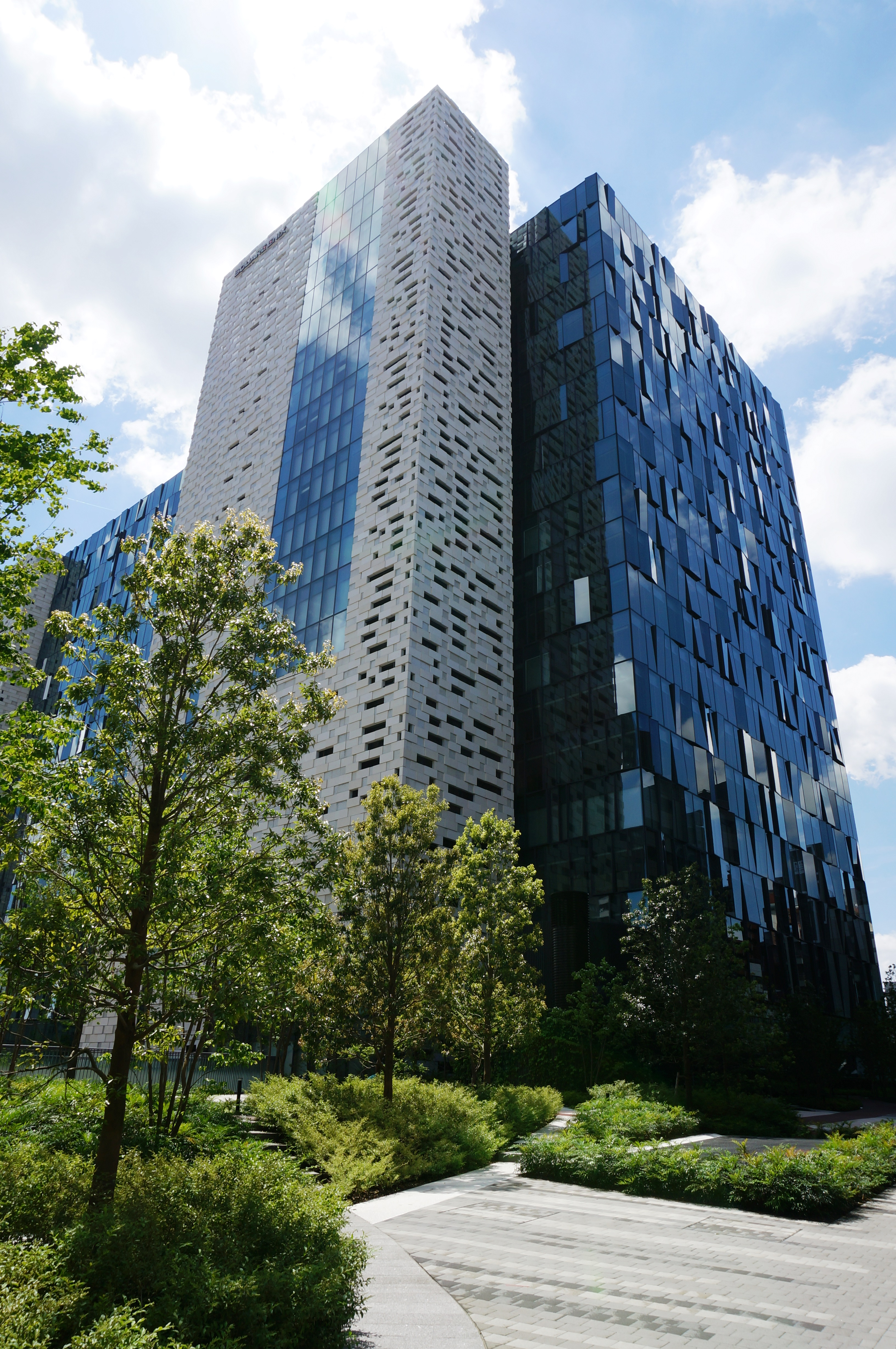
新宿イーストサイドスクエア

新宿三丁目の北、歌舞伎町の東に位置する新宿六・七丁目は低層の住宅地域が広がっていたが、2000年12月、都営大江戸線の東新宿駅が七丁目（六丁目との境）に開設されると七丁目を中心に中高層マンションの造成が進み、2008年6月の東京メトロ副都心線開通を経て、今日まで駅の利用者の増加が続いている。他方で、明治通り沿いを中心に老舗のライブハウスがあったり、少し歩けば昔ながらの商店街も広がっている。
2007年には、東新宿駅の東南部約3.7万m2の日本テレビゴルフガーデン跡地を三菱地所が落札し再開発に着手。敷地一帯が「新宿イーストサイド」と命名され、敷地北側のビジネスエリアには、広場や遊歩道とともに、1万人以上が就業可能な商業＆ビジネス複合型オフィスビル「新宿イーストサイドスクエア」が建設され、2012年5月に竣工、9月にグランドオープンした。他方の敷地南部はレジデンスエリアとして整備され、高さ111.7m、総戸数761戸のタワーマンション（パークハビオ新宿イーストサイドタワー）などが建設された。
新宿イーストサイドスクエアは、竣工時において都内最大級の1フロア辺り面積を有しており、スクウェア・エニックス・ホールディングスやハンズなどが本社移転し、オフィス機能やグループ企業の集約化が進められている。さらに、新宿イーストサイドスクエアと東新宿駅を直結するサンクンガーデンには広場や歩道とともに飲食店街が広がっている。これに合わせて曲線階段やプロムナード（遊歩道）やベンチなどが設置されており、新宿七丁目につながる新宿文化センター方面や、地区東側から新宿駅方面をつなぐ歩行者ネットワークが補強されるなど、周辺の住宅地や商業地と一体化した回遊性の高いランドスケープが形成されている。

### その他の周辺地域
新宿の街並みは新宿駅南口及び新南口至近の渋谷区代々木、千駄ヶ谷、初台付近や中野区の中野坂上にも波及している。以下は、西新宿のビル街からは離れた高層ビルである。
- NTTドコモ代々木ビル（ドコモタワー）
- 新宿マインズタワー
- 小田急サザンタワー
- 新宿プリンスホテル（ペペと西武新宿駅と同じ建物）
- 新宿文化クイントビル
- 新宿東宝ビル
- 東京オペラシティ

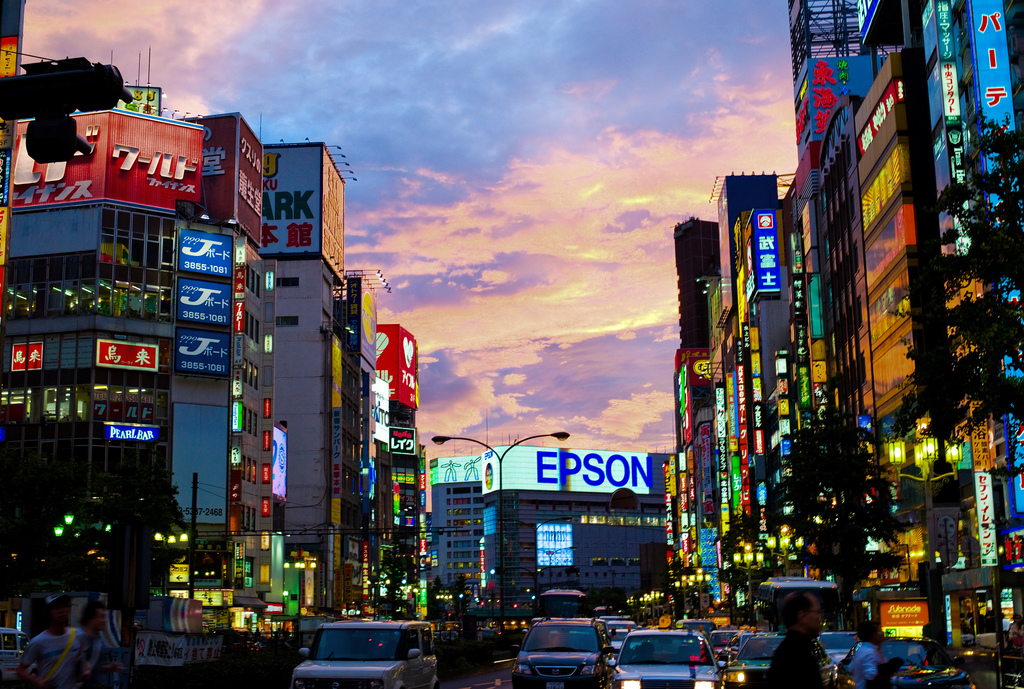
靖国通り 新宿区役所前交差点付近
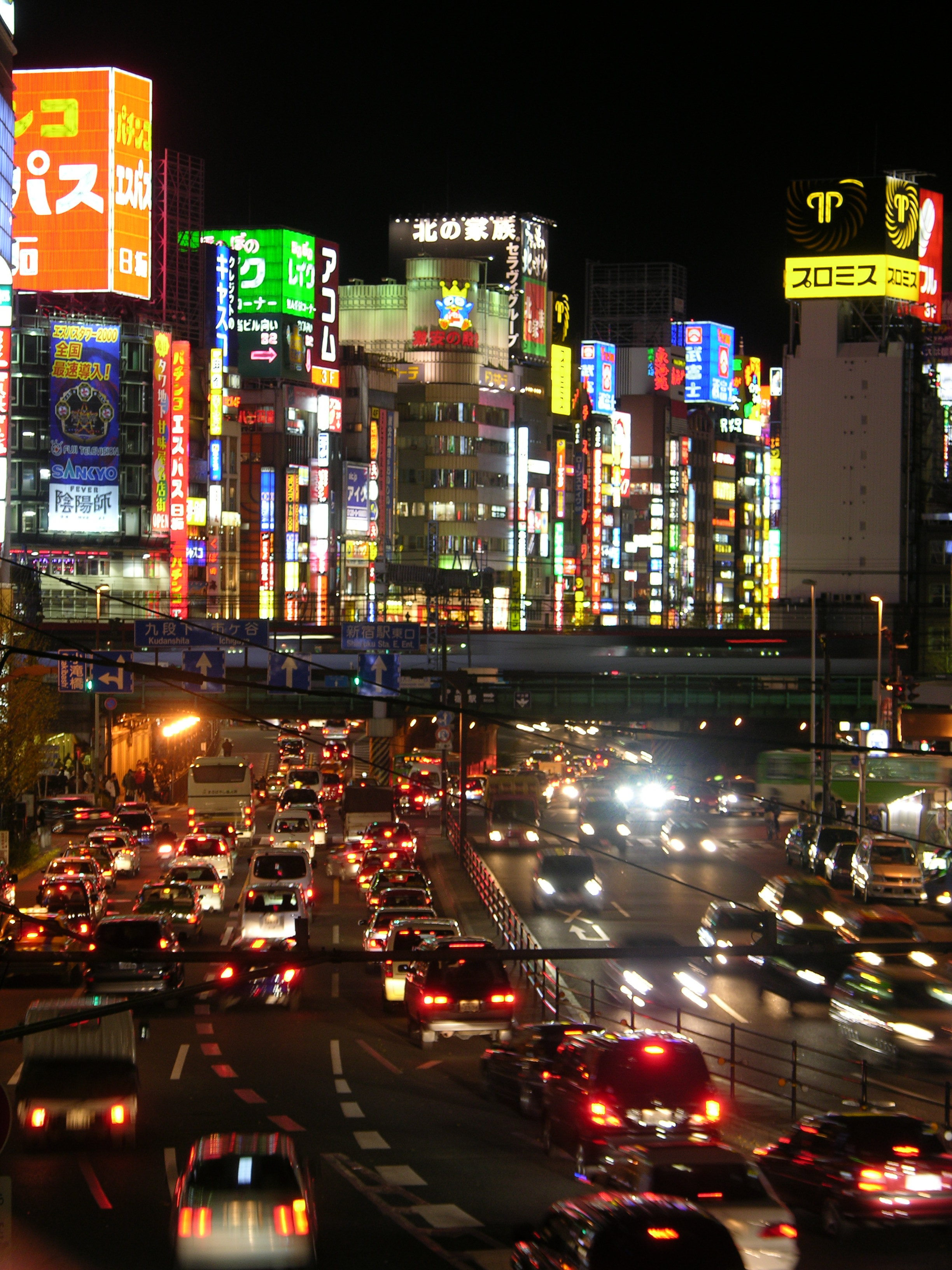
深夜でも混雑する靖国通り 大ガード（中央）と歌舞伎町一番街（奥）
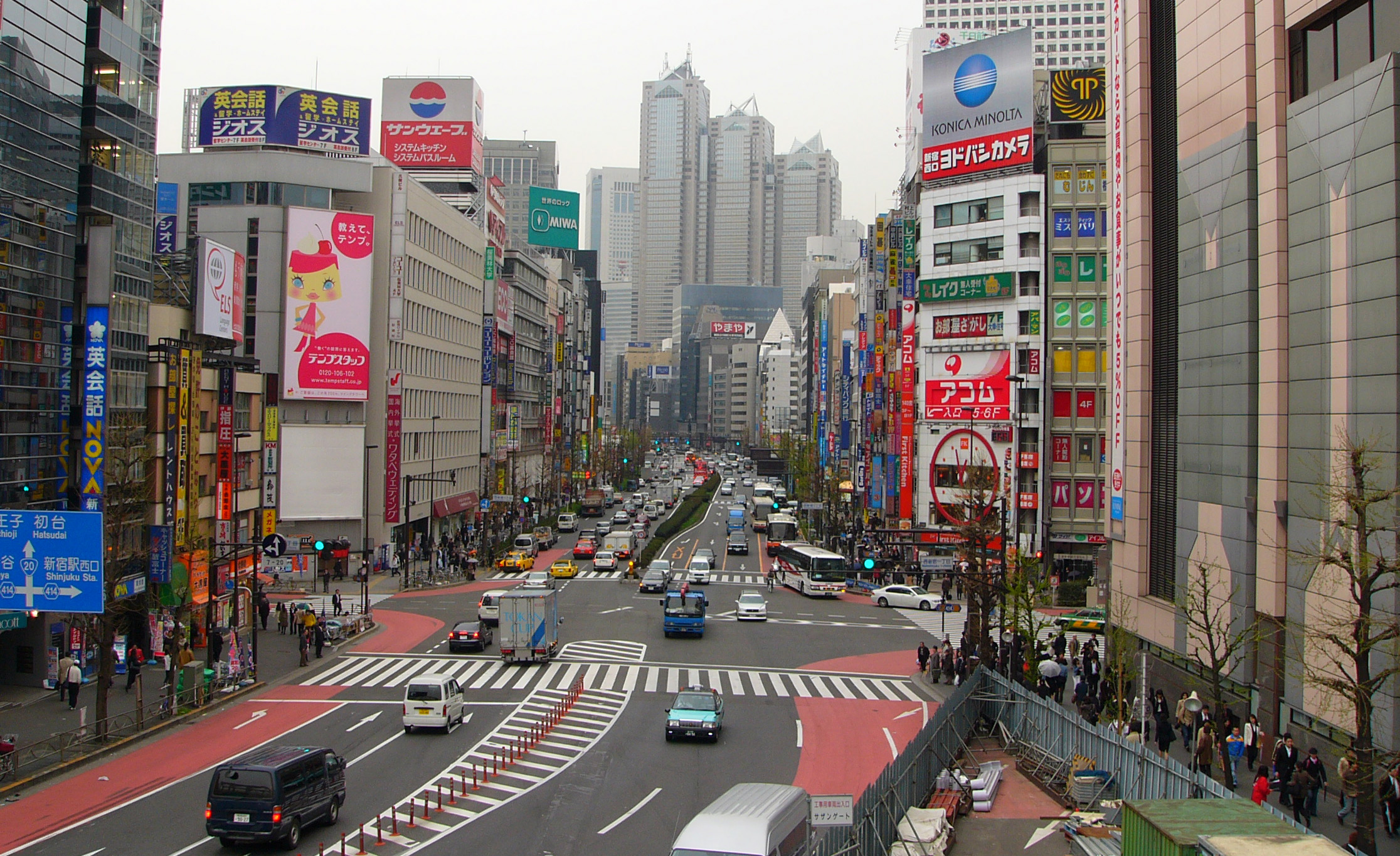
甲州街道 西新宿1丁目交差点付近
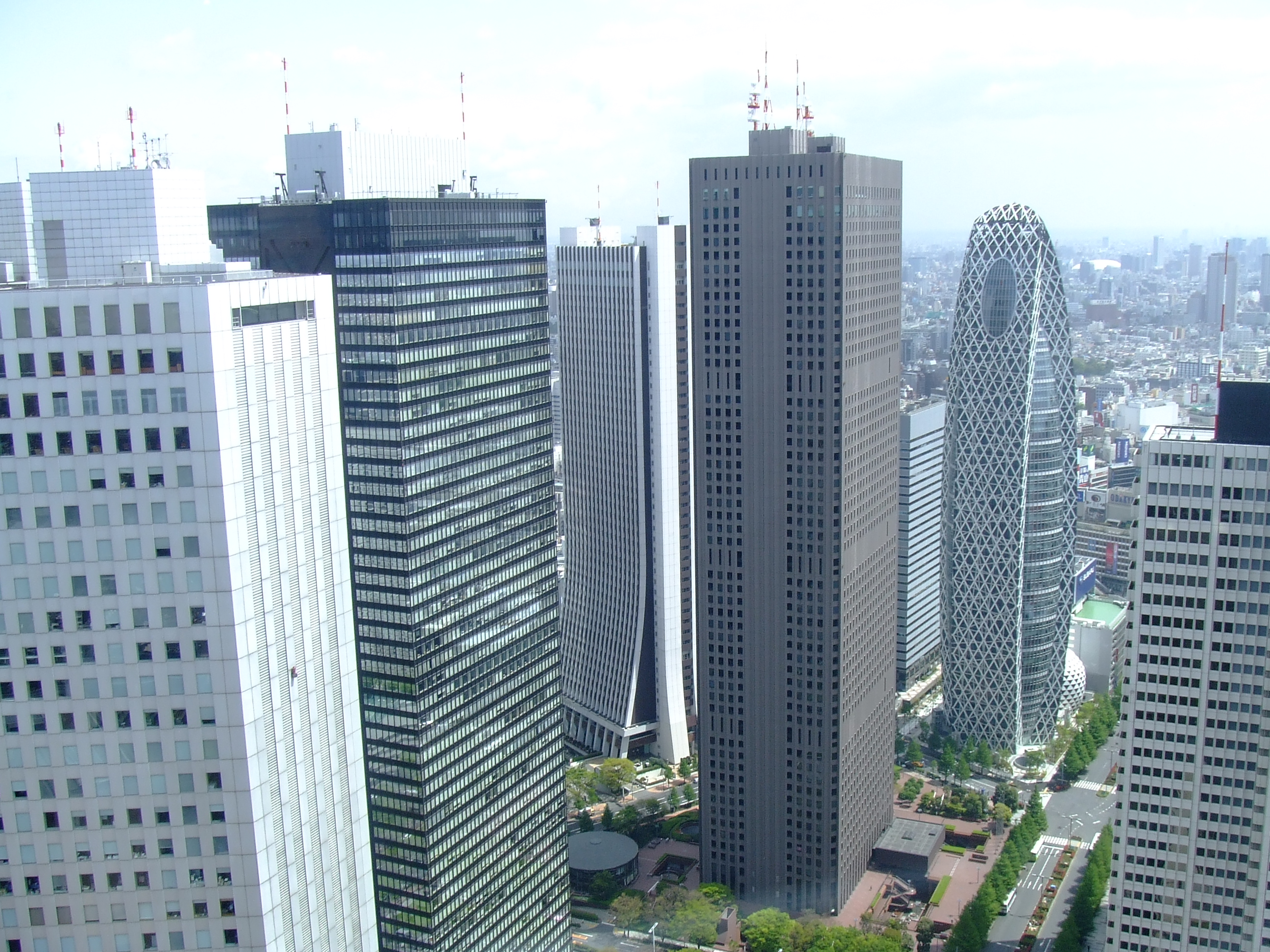
新宿駅西口近辺の高層ビル群
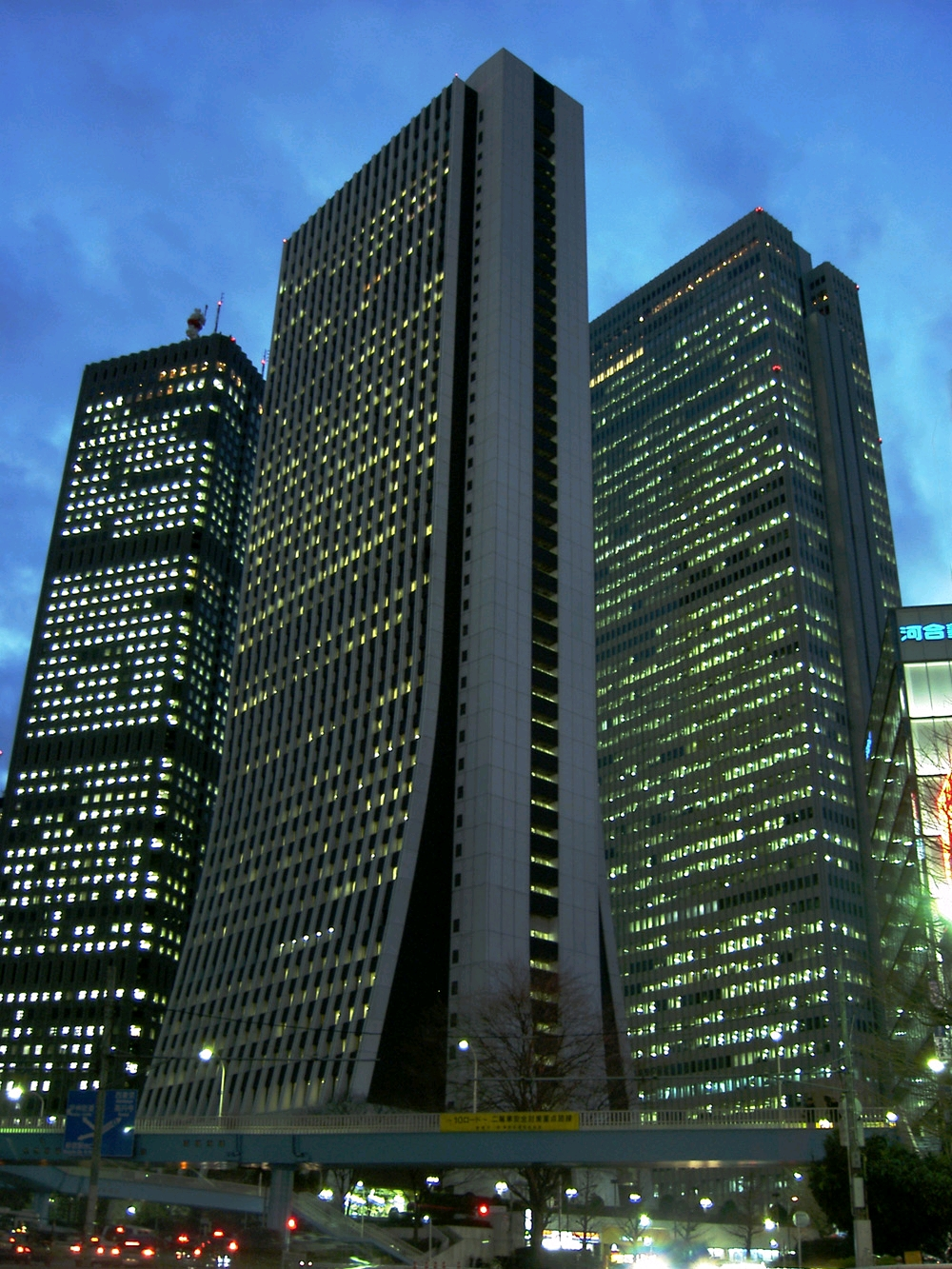
新都心歩道橋下交差点付近 左から新宿センタービル、損保ジャパンビル、新宿野村ビル
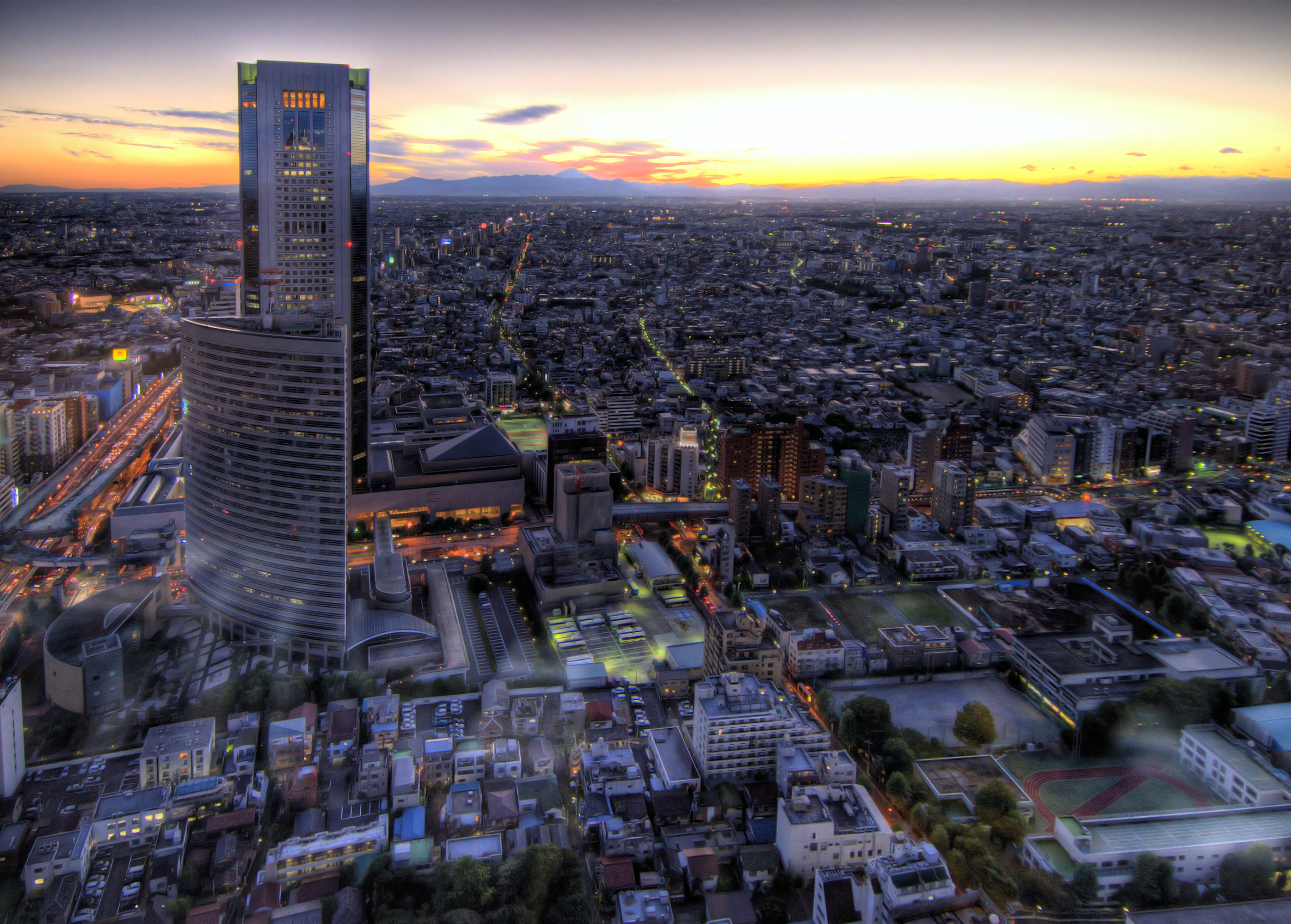
東京オペラシティ（左奥）、NTT東日本本社ビル（左手前）
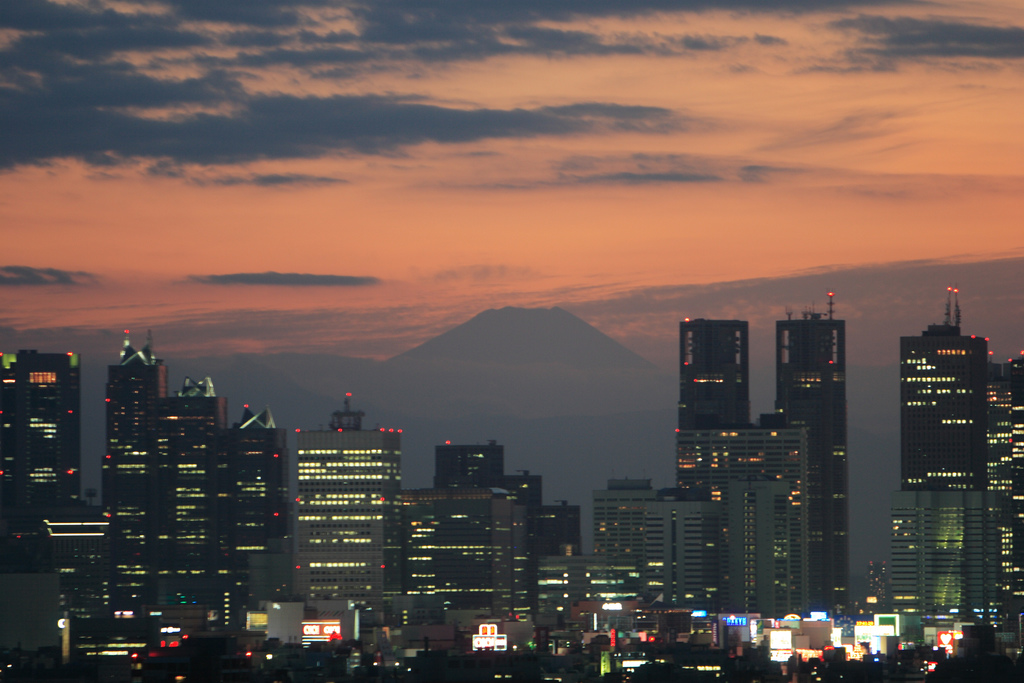
新宿駅側から高層ビル群越しにみる富士山
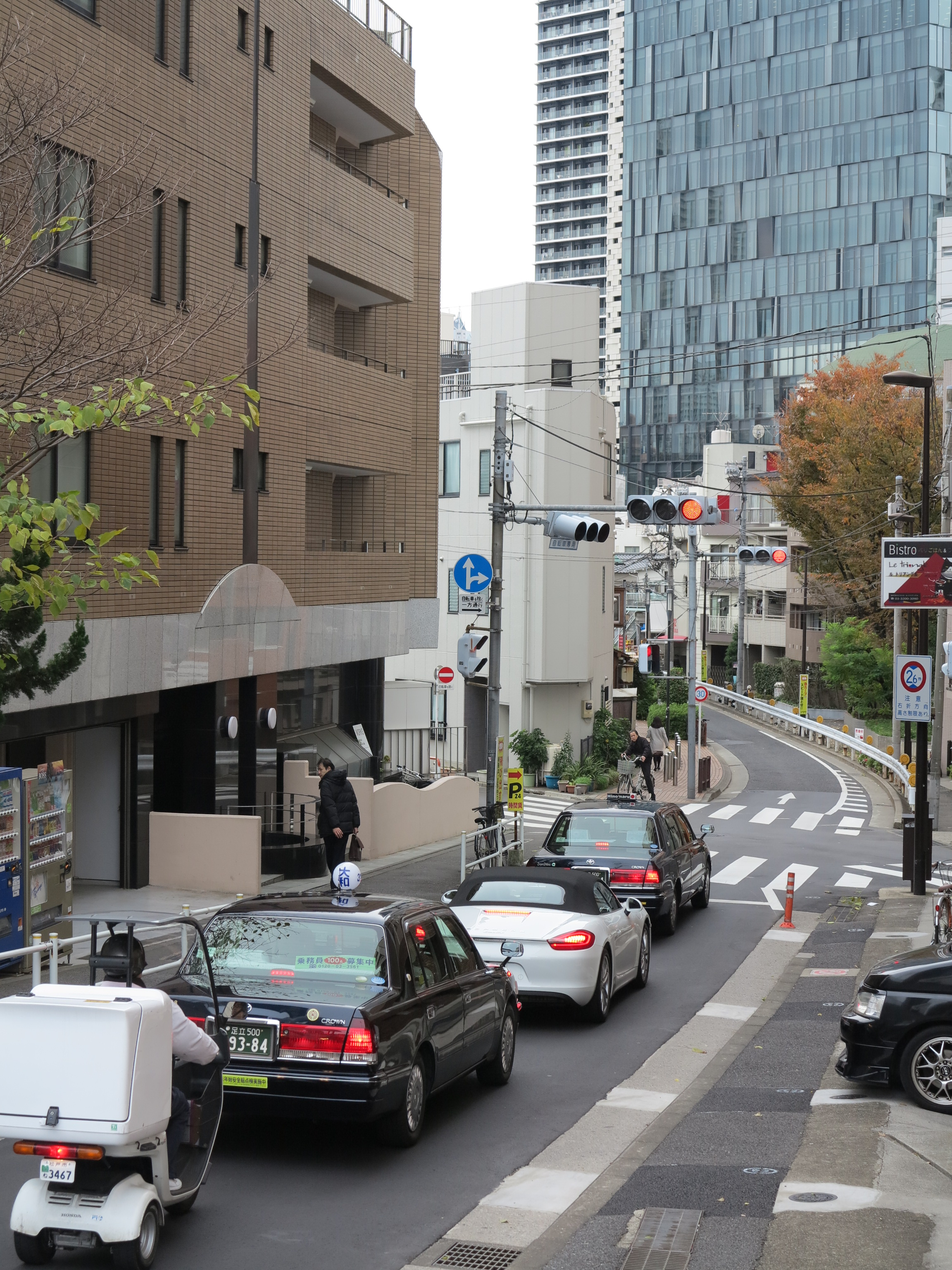
文化センター通り（六丁目） 奥に見えるのがイーストサイドスクエア
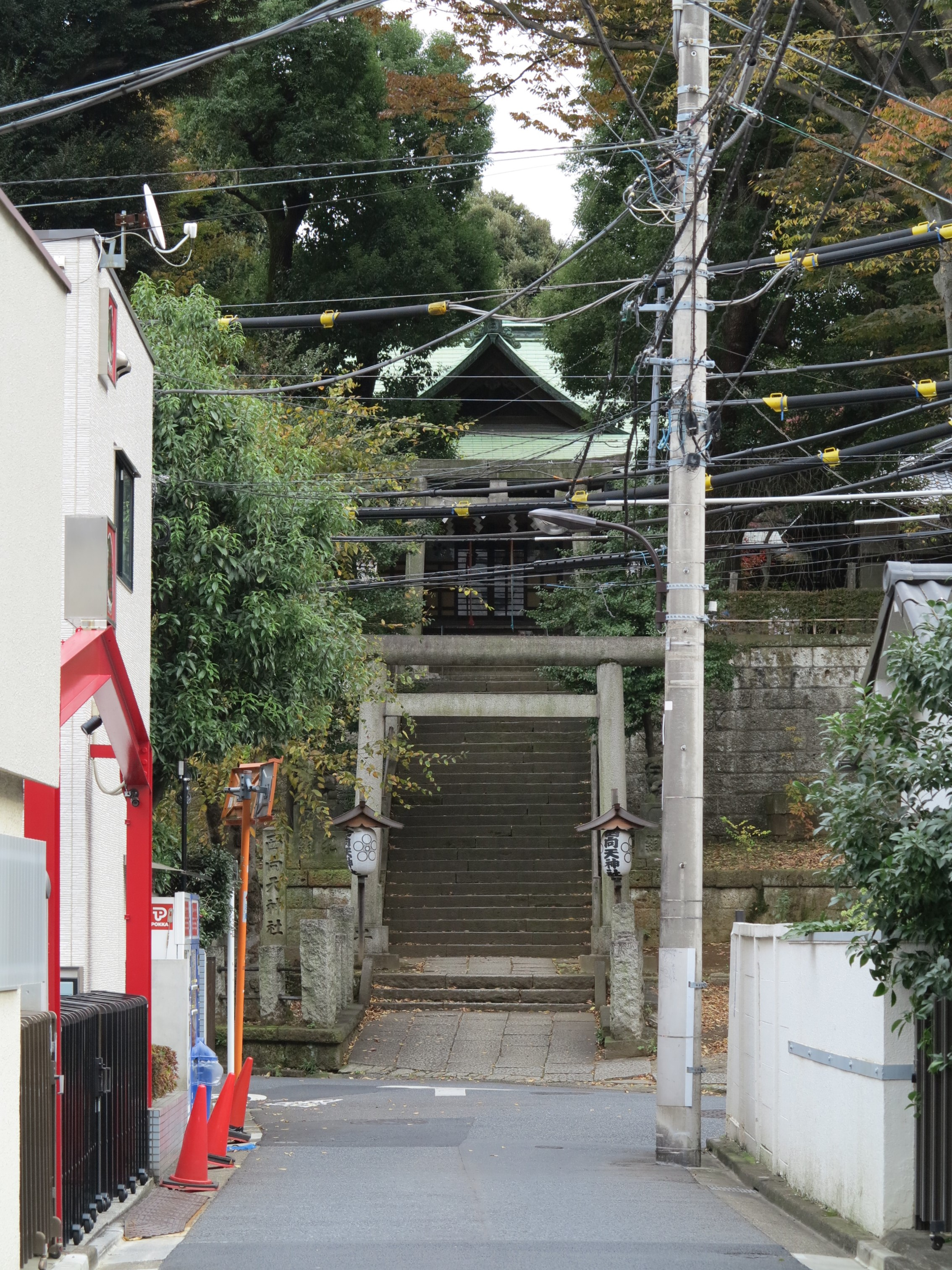
西向天神社（六丁目） 六丁目にはこのような風景も多く残る

## 都市問題
新築のビルの横に風俗店やパチンコ店が密集し、雑多な景観は新宿の特徴でもあるが、治安悪化の温床でもあった。このほか、西口を中心に公園や地下道の一部などホームレスが比較的多く集まっている場所もある。近年では、繁華街の商店主や警察らによって治安の向上が図られ、成果を上げている。
2019年10月1日、東京都は新宿一帯の繁華街を暴力団排除特別強化地域を設定。みかじめ料のやりとりの禁止など暴力団排除に向けた取り組みを強化している。
さらに、高層ビルの増加に伴う日照権やビル風などの問題もある。

## 行政区画上の新宿

### 行政区画・町名の変遷
新宿一帯は1889年（明治22年）の町村制施行で南豊島郡内藤新宿町となる。1896年（明治29年）南豊島郡と東多摩郡の合併で豊多摩郡の所属となる。1920年（大正9年）に東京市四谷区に編入、1947年（昭和22年）3月15日には四谷区、牛込区、淀橋区が統合されて新宿区となる。
1973年（昭和48年）住居表示実施による町名変更で現在の新宿一丁目から四丁目、1978年（昭和53年）7月1日には新たに五丁目から七丁目が誕生した。西新宿は角筈と十二社、淀橋、柏木一丁目が統合された。北新宿となっている地域は柏木二丁目から柏木五丁目であった。
| 住居表示実施後 | 実施前（注意書きのない町名はその一部）                                                     | 実施前（注意書きのない町名はその一部）         |
| 住居表示実施後 | 旧四谷区                                                                                   | 旧淀橋区                                       |
| 新宿一丁目     | 新宿一丁目、花園町（全部）                                                                 |                                                |
| 新宿二丁目     | 新宿一丁目、新宿二丁目                                                                     |                                                |
| 新宿三丁目     | 新宿二丁目、新宿三丁目（全部）                                                             | 角筈一丁目、角筈二丁目                         |
| 新宿四丁目     | 新宿四丁目（全部）                                                                         |                                                |
| 新宿五丁目     | 番衆町（全部）、三光町、花園町（道路のみ）、新宿二丁目（道路のみ）、新宿三丁目（道路のみ） | 東大久保一丁目                                 |
| 新宿六丁目     |                                                                                            | 東大久保一丁目、東大久保二丁目、西大久保一丁目 |
| 新宿七丁目     |                                                                                            | 東大久保二丁目、西大久保二丁目                 |

### 地価
住宅地の地価は、2025年（令和7年）1月1日の公示地価によれば、新宿6-3-11の地点で99万円/m2となっている。

## 世帯数と人口
2025年（令和7年）3月1日現在（新宿区発表）の世帯数と人口は以下の通りである。
| 丁目       | 世帯数     | 人口     |
| ---------- | ---------- | -------- |
| 新宿一丁目 | 3,162世帯  | 4,163人  |
| 新宿二丁目 | 912世帯    | 1,197人  |
| 新宿三丁目 | 76世帯     | 100人    |
| 新宿四丁目 | 170世帯    | 219人    |
| 新宿五丁目 | 2,293世帯  | 2,751人  |
| 新宿六丁目 | 3,229世帯  | 4,245人  |
| 新宿七丁目 | 4,479世帯  | 6,587人  |
| 計         | 14,321世帯 | 19,262人 |

### 人口の変遷
国勢調査による人口の推移。
| 年                 | 人口   |
| ------------------ | ------ |
| 1995年（平成7年）  | 14,835 |
| 2000年（平成12年） | 14,871 |
| 2005年（平成17年） | 16,852 |
| 2010年（平成22年） | 18,152 |
| 2015年（平成27年） | 18,327 |
| 2020年（令和2年）  | 19,346 |

### 世帯数の変遷
国勢調査による世帯数の推移。
| 年                 | 世帯数 |
| ------------------ | ------ |
| 1995年（平成7年）  | 7,982  |
| 2000年（平成12年） | 8,551  |
| 2005年（平成17年） | 10,288 |
| 2010年（平成22年） | 11,822 |
| 2015年（平成27年） | 12,575 |
| 2020年（令和2年）  | 13,970 |

## 学区
区立小・中学校に通う場合、学区は以下の通りとなる（2018年8月時点）。
| 丁目       | 番地                                                                               | 小学校               | 中学校             |
| ---------- | ---------------------------------------------------------------------------------- | -------------------- | ------------------ |
| 新宿一丁目 | 全域                                                                               | 新宿区立花園小学校   | 新宿区立四谷中学校 |
| 新宿二丁目 | 全域                                                                               | 新宿区立花園小学校   | 新宿区立四谷中学校 |
| 新宿三丁目 | 1～14番 15番1～4号、14～21号 16番 17番1～5号、19～26号 30番 31番1号、16～17号 32番 | 新宿区立花園小学校   | 新宿区立四谷中学校 |
| 新宿三丁目 | その他                                                                             | 新宿区立大久保小学校 | 新宿区立新宿中学校 |
| 新宿四丁目 | 全域                                                                               | 新宿区立花園小学校   | 新宿区立四谷中学校 |
| 新宿五丁目 | 1～12番 13番2～4号 14番1～4号、12～13号 15～18番                                   | 新宿区立花園小学校   | 新宿区立四谷中学校 |
| 新宿五丁目 | その他                                                                             | 新宿区立天神小学校   | 新宿区立新宿中学校 |
| 新宿六丁目 | 1～26番 27番1～15号、42～58号                                                      | 新宿区立天神小学校   | 新宿区立新宿中学校 |
| 新宿六丁目 | その他                                                                             | 新宿区立大久保小学校 | 新宿区立新宿中学校 |
| 新宿七丁目 | 26番11～53号 27番                                                                  | 新宿区立大久保小学校 | 新宿区立新宿中学校 |
| 新宿七丁目 | その他                                                                             | 新宿区立天神小学校   | 新宿区立新宿中学校 |

## 事業所
2021年（令和3年）現在の経済センサス調査による事業所数と従業員数は以下の通りである。
| 丁目       | 事業所数    | 従業員数  |
| ---------- | ----------- | --------- |
| 新宿一丁目 | 1,565事業所 | 20,484人  |
| 新宿二丁目 | 1,065事業所 | 14,348人  |
| 新宿三丁目 | 1,889事業所 | 29,579人  |
| 新宿四丁目 | 377事業所   | 10,360人  |
| 新宿五丁目 | 630事業所   | 13,446人  |
| 新宿六丁目 | 472事業所   | 17,376人  |
| 新宿七丁目 | 182事業所   | 1,816人   |
| 計         | 6,180事業所 | 107,409人 |

### 事業者数の変遷
経済センサスによる事業所数の推移。
| 年                 | 事業者数 |
| ------------------ | -------- |
| 2016年（平成28年） | 5,849    |
| 2021年（令和3年）  | 6,180    |

### 従業員数の変遷
経済センサスによる従業員数の推移。
| 年                 | 従業員数 |
| ------------------ | -------- |
| 2016年（平成28年） | 105,064  |
| 2021年（令和3年）  | 107,409  |

## 新宿を舞台にした作品
※発表年順

### 映画
- 若い狼（1961年、東宝）
- 不良番長シリーズ（1968年～1973年、東映）
- ネオン警察シリーズ（1969年～1970年、日活）
- 君よ憤怒の河を渉れ（1976年）　高倉健主演。新宿西口で競走馬の群れが暴走。
- 幻魔大戦（1983年）
- ゴジラ（1984年、東宝） スーパーXとゴジラが対峙。廃墟になる。後、『ゴジラvsビオランテ』（1989年）ではたった5年で復興し、ゴジラ痕跡記念館ができている。
- 忍者ハットリくん+パーマン 忍者怪獣ジッポウVSミラクル卵（1985年）
- ゴジラvsキングギドラ（1991年） メカキングギドラとゴジラが激戦を繰り広げる。当時完成間もない東京都庁舎も、この激戦の最中派手に破壊されてしまっている。
- 新宿♀日記　迷い猫（1998年、国映・新東宝映画、監督：サトウトシキ、主演：長宗我部蓉子）
- ゴジラ2000 ミレニアム（1999年） オルガとゴジラが激突。ラストシーンで、ゴジラにより火の海にされる。
- ULTRAMAN（2004年）
- 妖怪大戦争 （2005年） 人間を憎む妖怪軍団が都庁第一庁舎に着陸。破壊され、大きく傾く。
- 容疑者室井慎次（2005年）
- ウルヴァリン:SAMURAI （2013年）
- 言の葉の庭（2013年）
- さよなら歌舞伎町（2015年）
- 君の名は。（2016年）
- 天気の子（2019年）

### ドラマ
- 太陽にほえろ!シリーズ（1972年 - 1987年、1997年、1998年、1999年、2001年、日本テレビ）
- 東京大地震マグニチュード8.1（1980年、よみうりテレビ）
- しゃぼん玉（1991年、フジテレビ）
- ステイション（1995年、日本テレビ）

### 小説
- 新宿鮫シリーズ （1997年、大沢在昌）
- 魔界都市〈新宿〉、魔界都市ブルース、魔界医師メフィスト（菊地秀行）
- スメル男（原田宗典）

### ゲーム
- ザ・警察官
- 東京バス案内 新宿西口までの路線（田70 現在は廃線）が収録されている。
- PGR3（プロジェクト・ゴッサム・レーシング） 非常にリアルに再現された新宿の町中でレースを行う。
- アウトモデリスタ
- 龍が如く
- サルゲッチュミリオンモンキーズ
- ドラッグオンドラグーン 最終面の舞台、「神の国」
- Forest
- Girls' Work
- R-TUNED：Ultimate Street Racing
- 探偵 神宮寺三郎シリーズ
- 新宿の狼
- プロジェクト東京ドールズ 本編の3年前に突如として存在が消失し、ピグマリオンの巣窟と化した。

### 漫画
- シティーハンター（北条司）
- エンジェル・ハート（〃）
- 代紋TAKE2（渡辺潤）
- GetBackers-奪還屋-（綾峰欄人）
- 新宿スワン（和久井健）
- 傀儡（高橋明）
- 深夜食堂（安倍夜郎）
- 白雪姫と7人の囚人(薮口黒子)
- はいぱーぽりす(MEE)
- いぬやしき（奥浩哉）

### アニメ
- デジモンテイマーズ
- 機動警察パトレイバー OVAでは、発売時には完成前であった都庁が登場する。新OVA「雪のロンド」では、出動現場が都庁周辺であり、議事堂南交差点方向から都庁南交差点にSHAFT社製SR-70が逃走してくる、ここでワシントンホテルが登場。その後SR-70は都庁北交差点方向へ逃走、高架から飛び降り、ここで都庁議事堂が登場。威嚇射撃した弾で議事堂が一部破損。
- 秒速5センチメートル
- ハイスクールミステリー学園七不思議
- はいぱーぽりす第一話で破壊され、廃墟と化した東京都庁第一庁舎が写っている。また、ナレーターも「ここは新宿、けものまち」と言っている。
- 言の葉の庭
- 君の名は。
- 天気の子
- いぬやしき

### 歌謡曲
- 群青日和 : 東京事変
- 歌舞伎町の女王：椎名林檎
- 新宿サタデーナイト：青江三奈
- 新宿純愛物語：仲村トオル&一条寺美奈
- 新宿情話：細川たかし
- 新宿そだち：大木英夫・津山洋子
- 新宿たずね人：多岐川舞子
- 新宿の女：藤圭子
- 新宿・みなと町：森進一
- なみだ恋：八代亜紀
- 西新宿の親父の唄：長渕剛
- プチトレアノン新宿：大澤敏雄

## その他

### 日本郵便
- 郵便番号 : 160-0022[52]（集配局 : 新宿郵便局[65]）。